# Llista de peixos del Regne Unit

Localització del Regne Unit a Europa

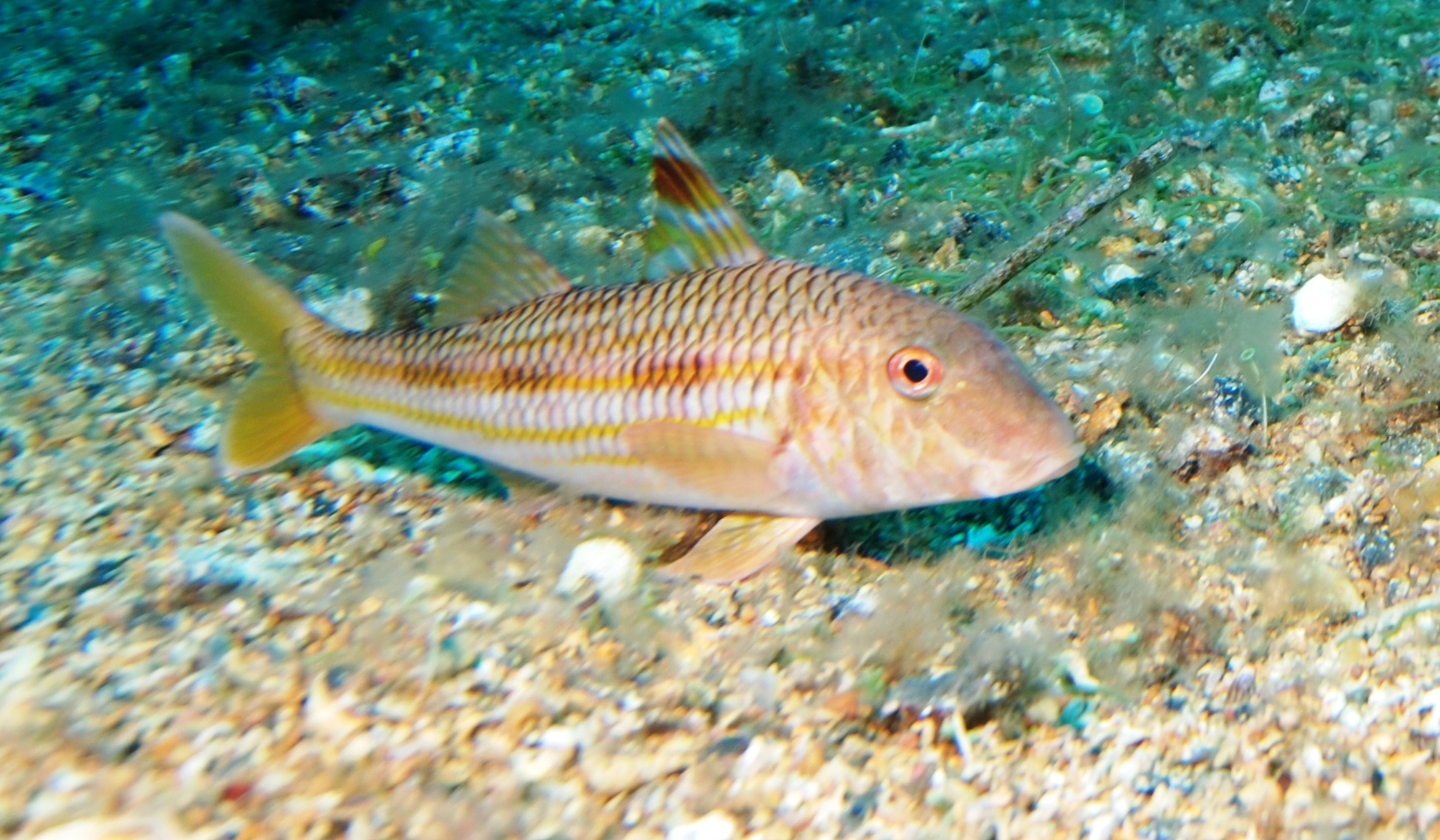
Moll de roca (Mullus surmuletus)

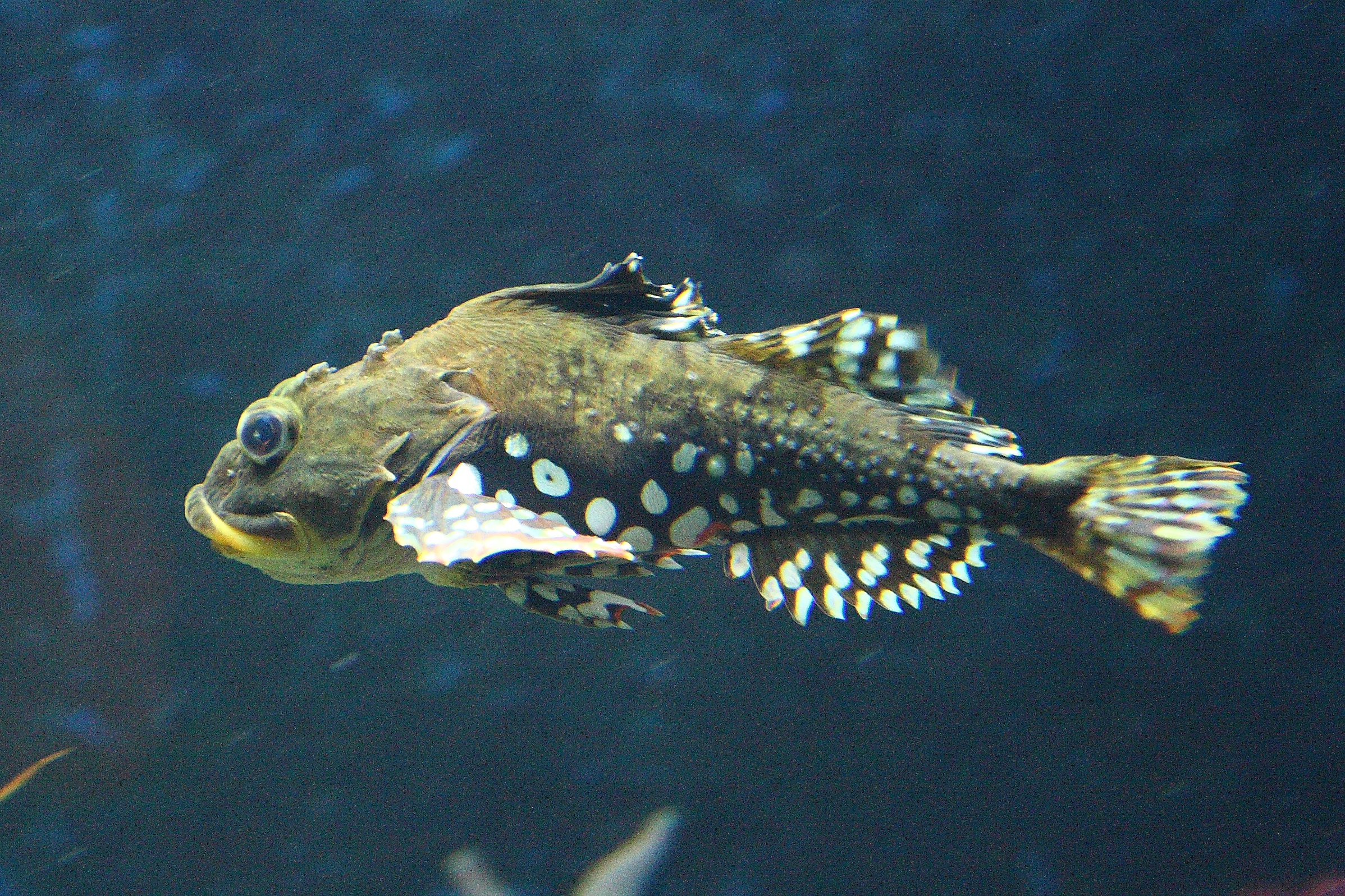
Escorpí de mar d'espines curtes (Myoxocephalus scorpius)

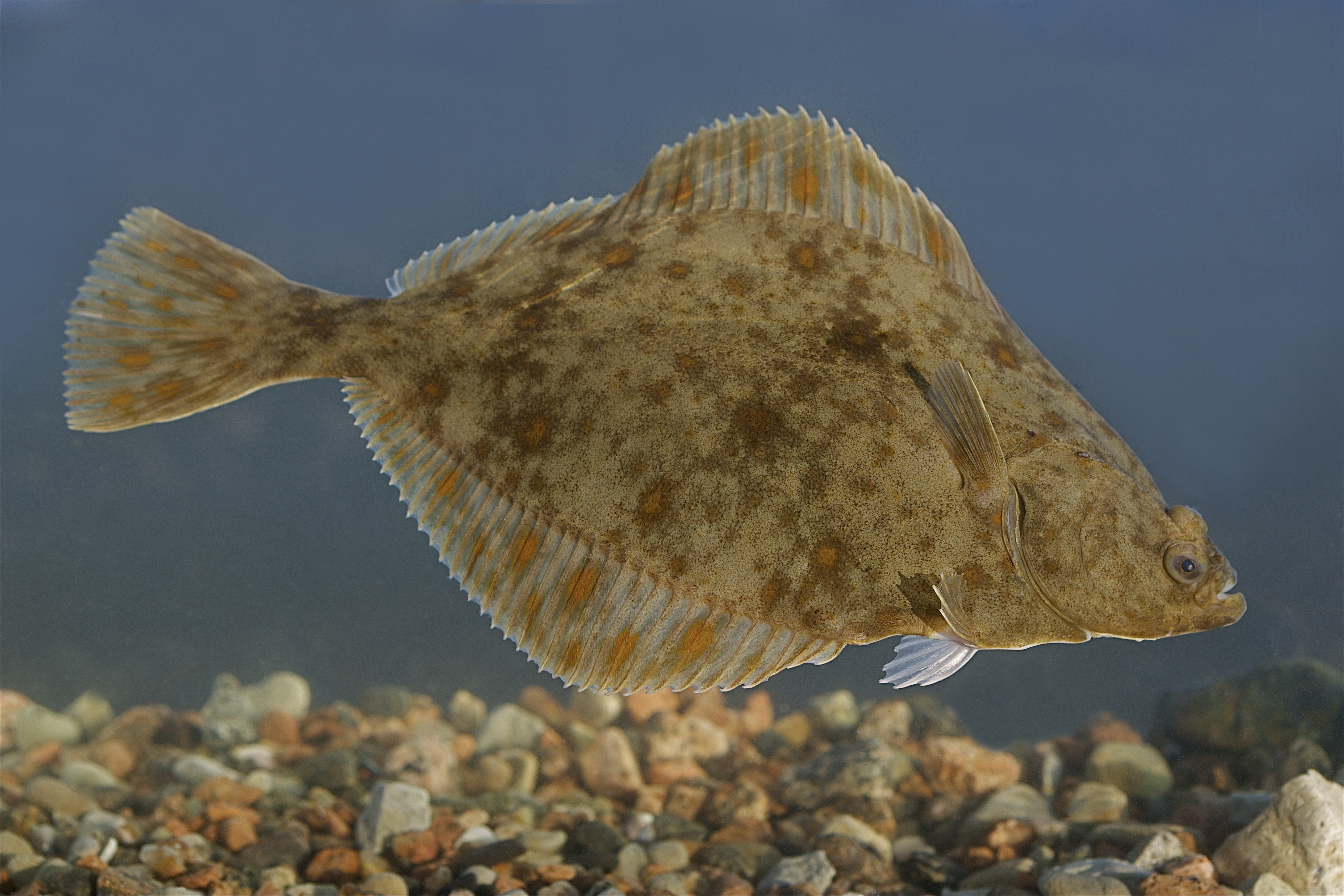
Rèmol de riu (Platichthys flesus)

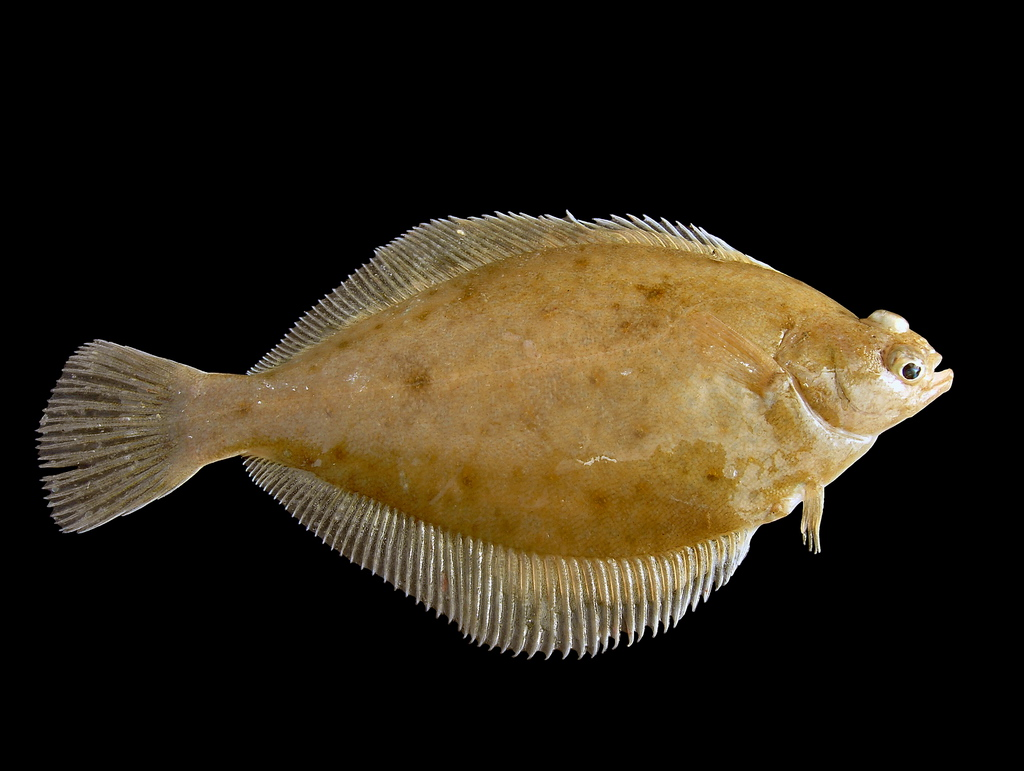
Limanda (Limanda limanda)

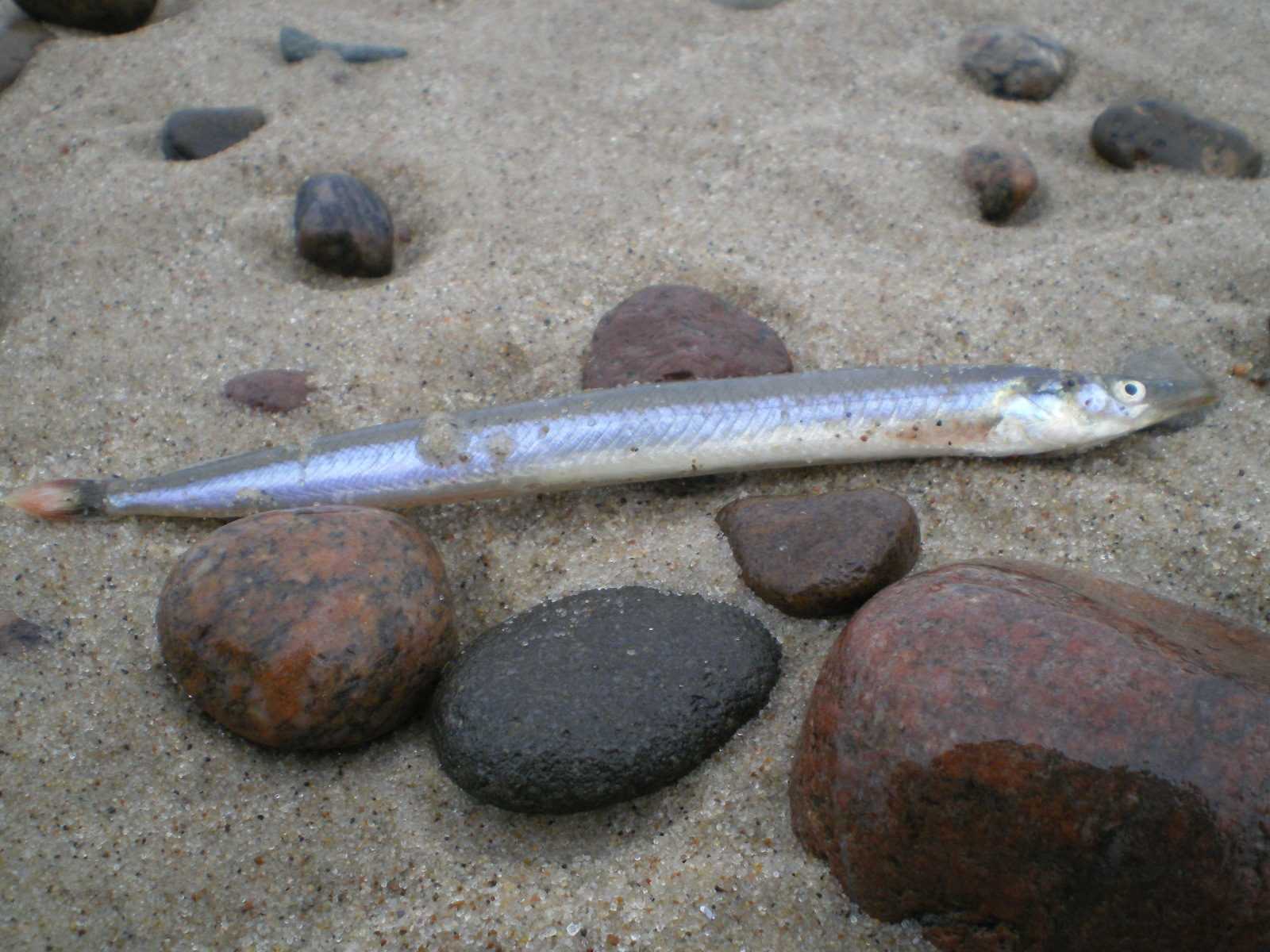
Trencavits (Ammodytes tobianus)

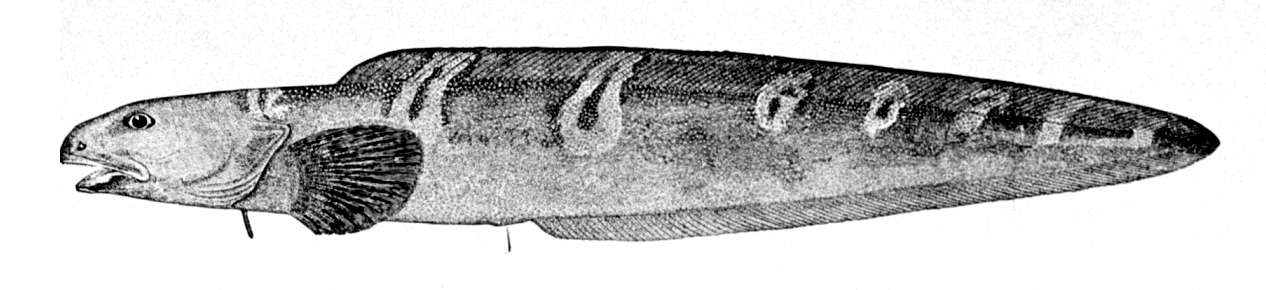
Lycodes esmarkii

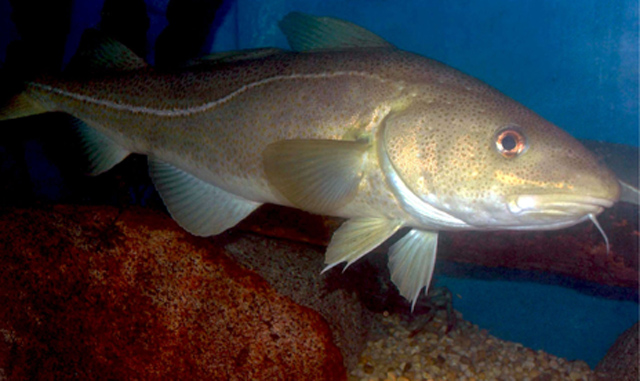
Bacallà de l'Atlàntic (Gadus morhua)

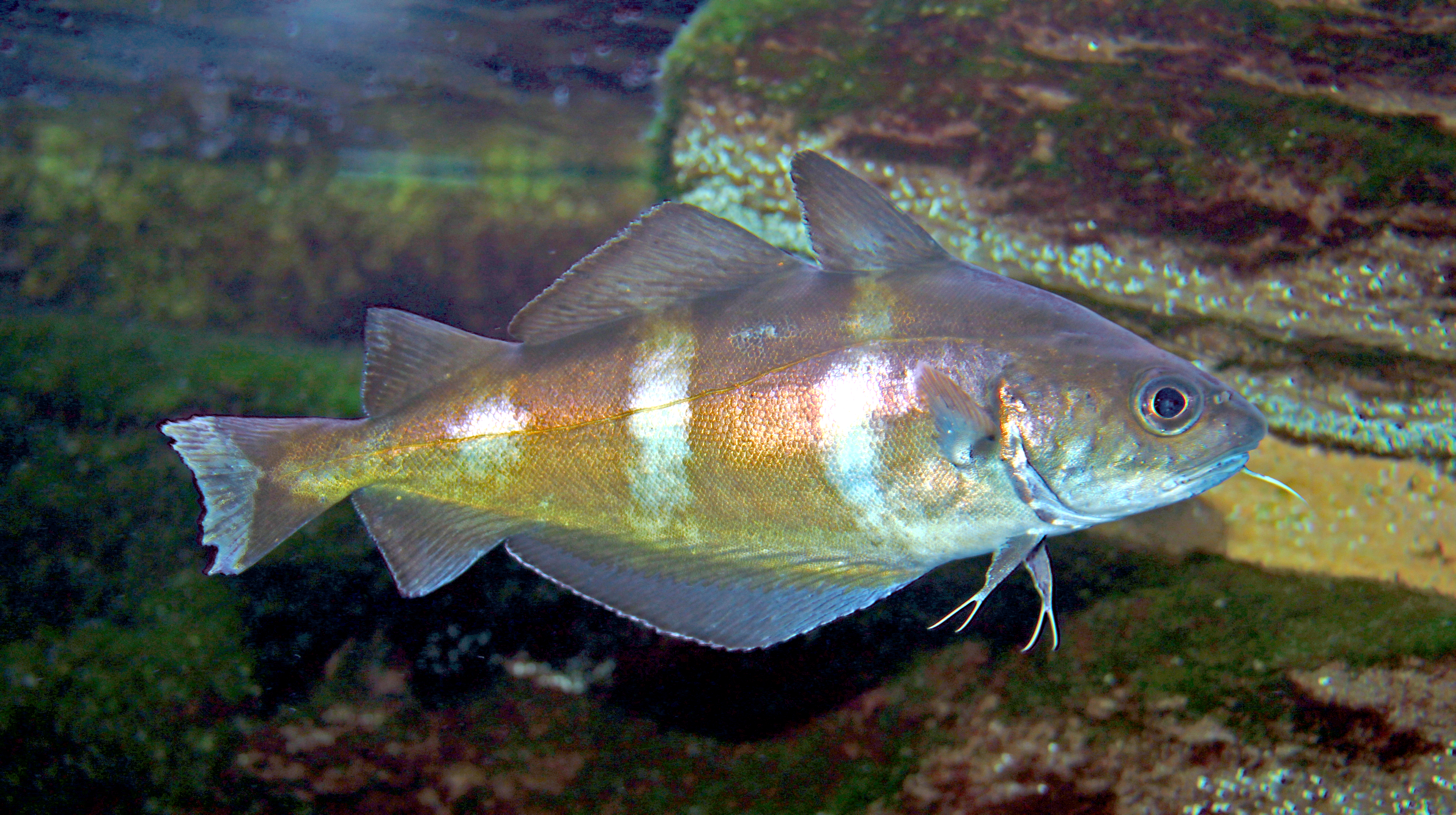
Mòllera fosca (Trisopterus luscus)

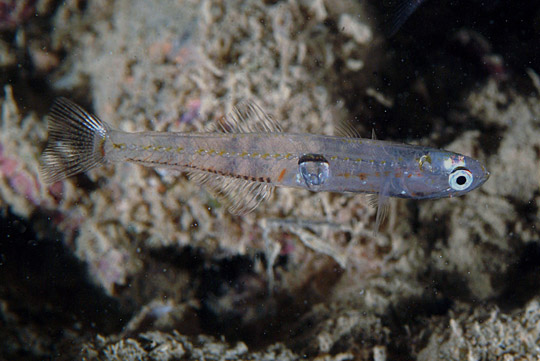
Xanguet (Aphia minuta)

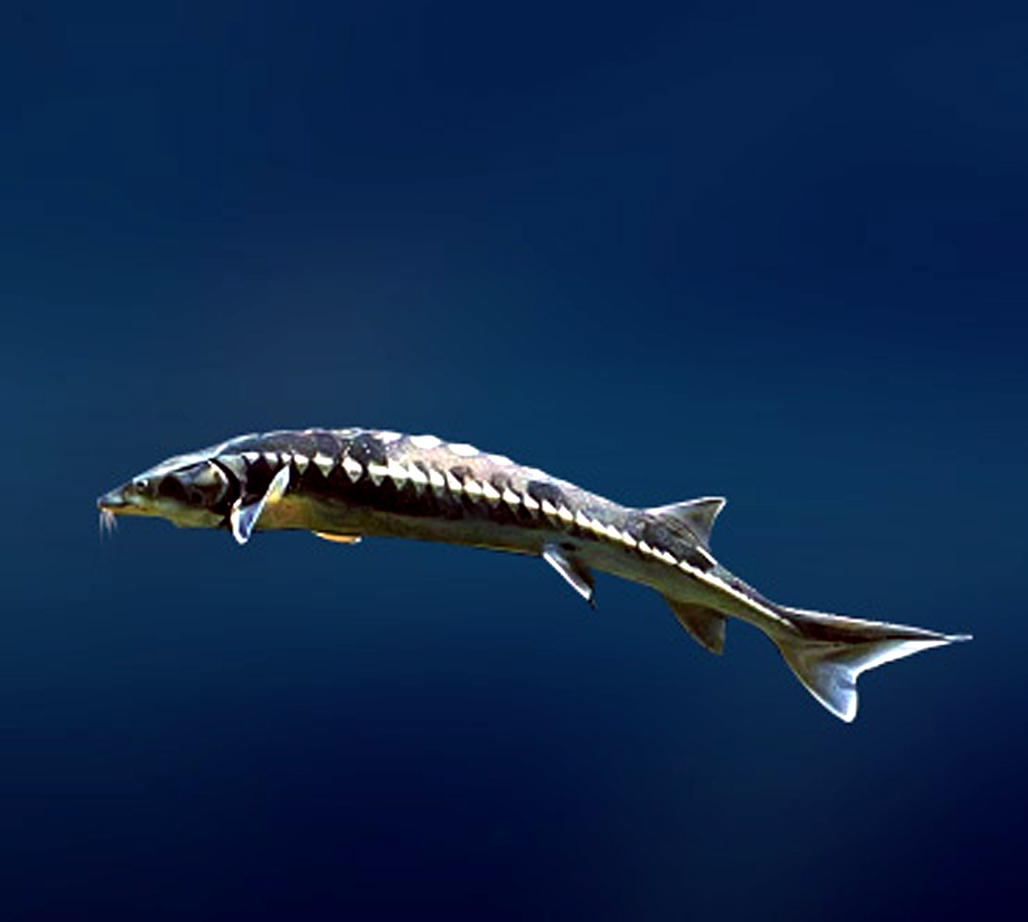
Esturió comú (Acipenser sturio)

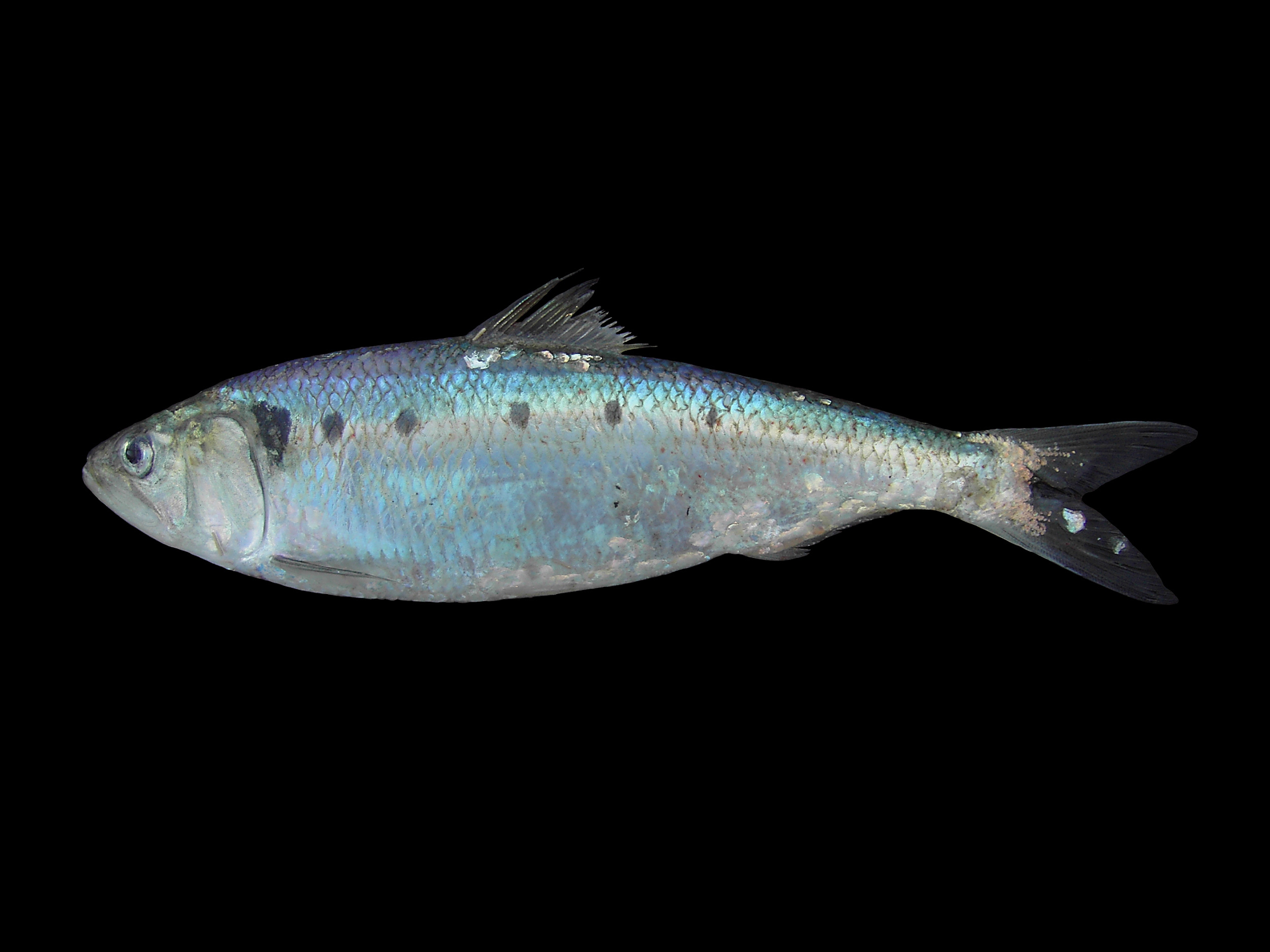
Alosa fallax

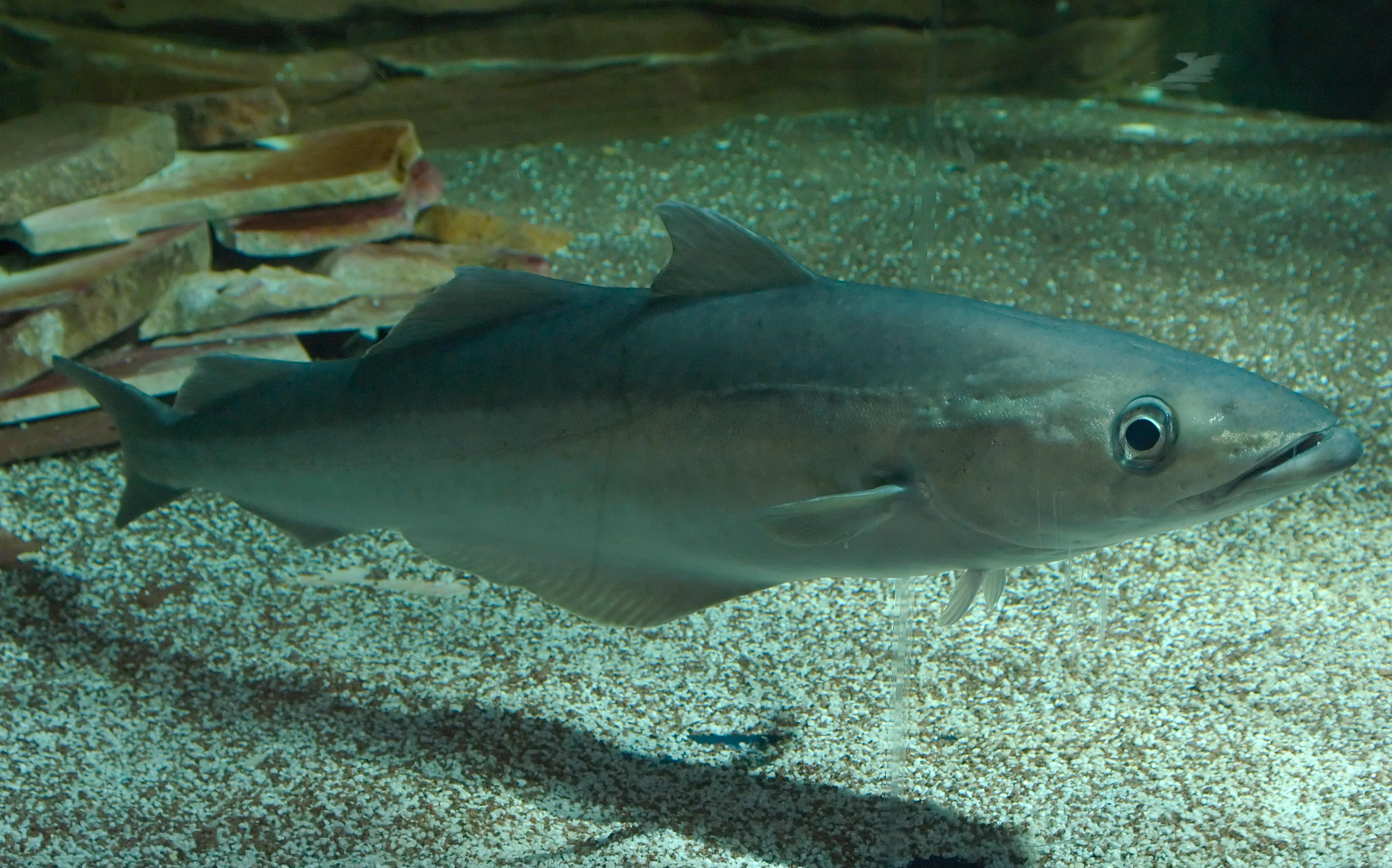
Abadejo (Pollachius pollachius)

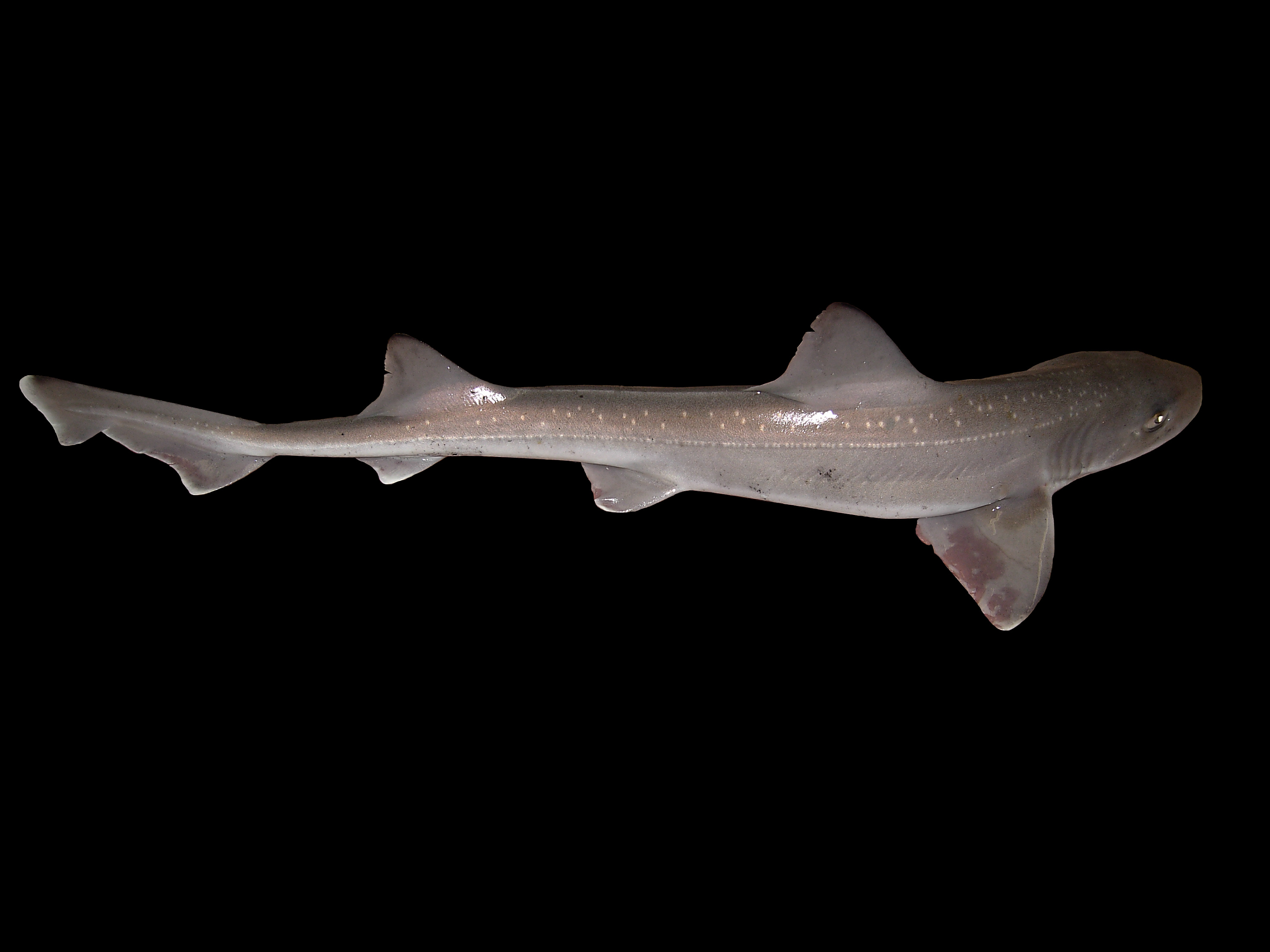
Mussola gravatja (Mustelus asterias)

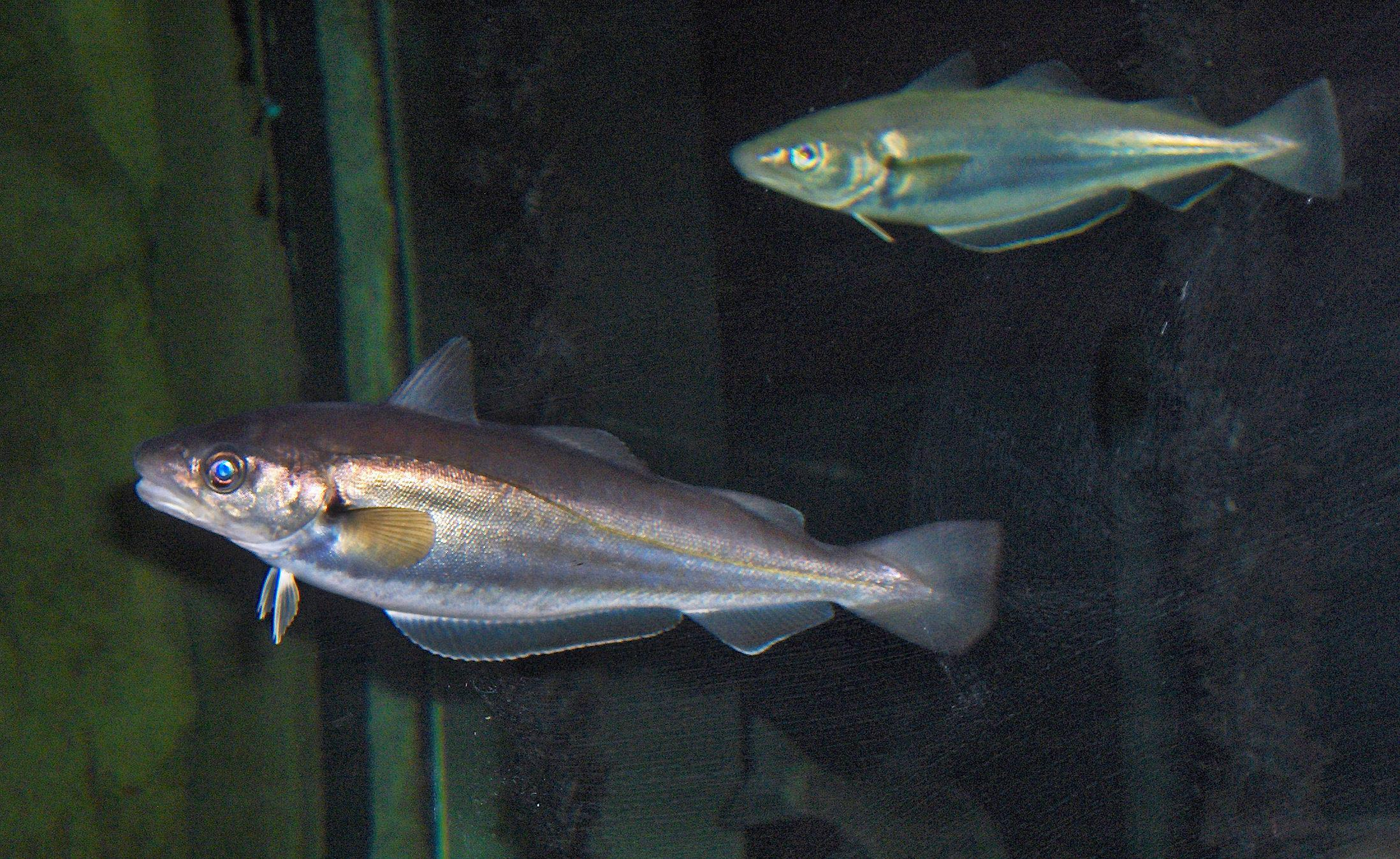
Merlà (Merlangius merlangus)

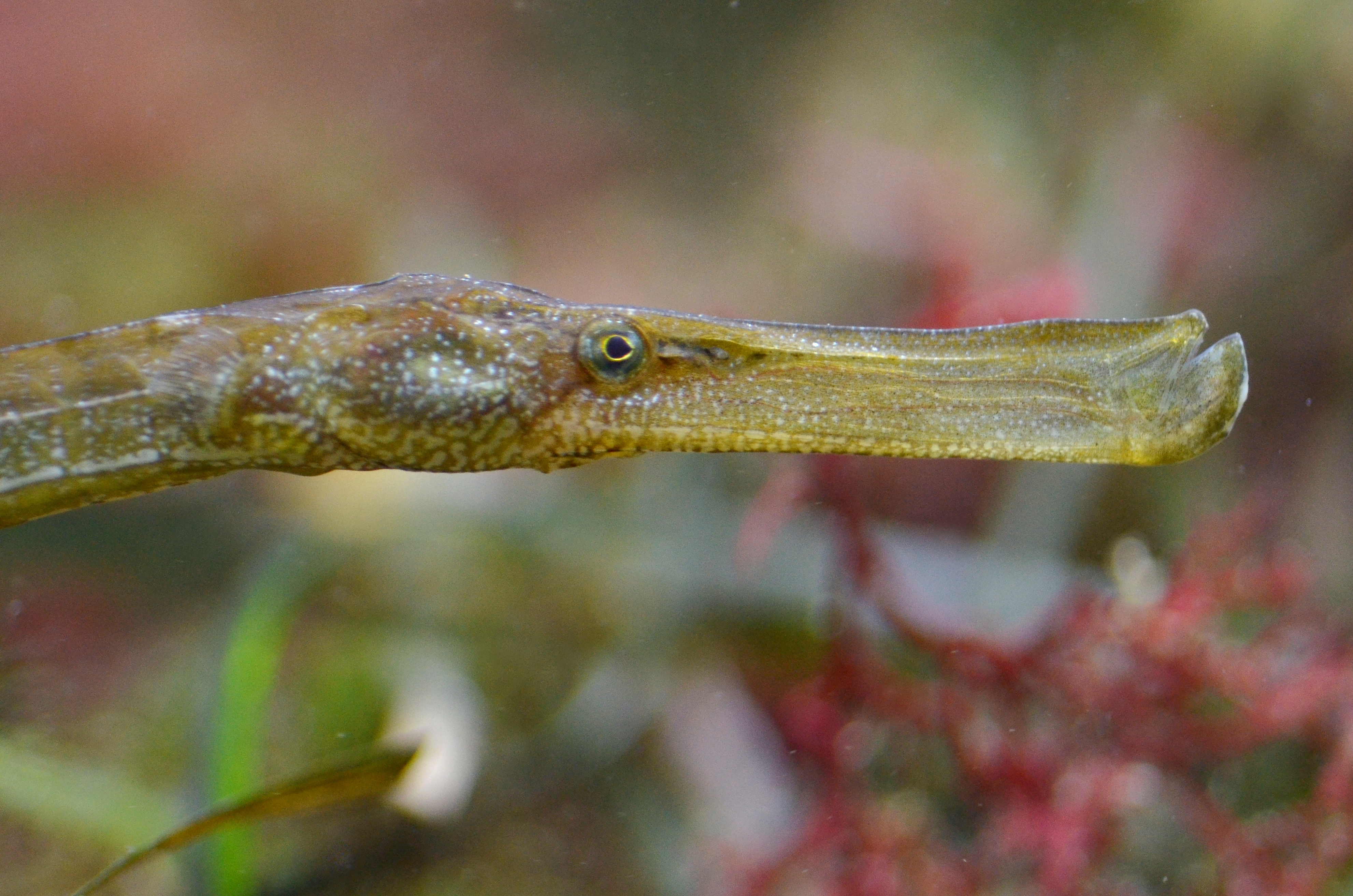
Serpentí (Syngnathus typhle)

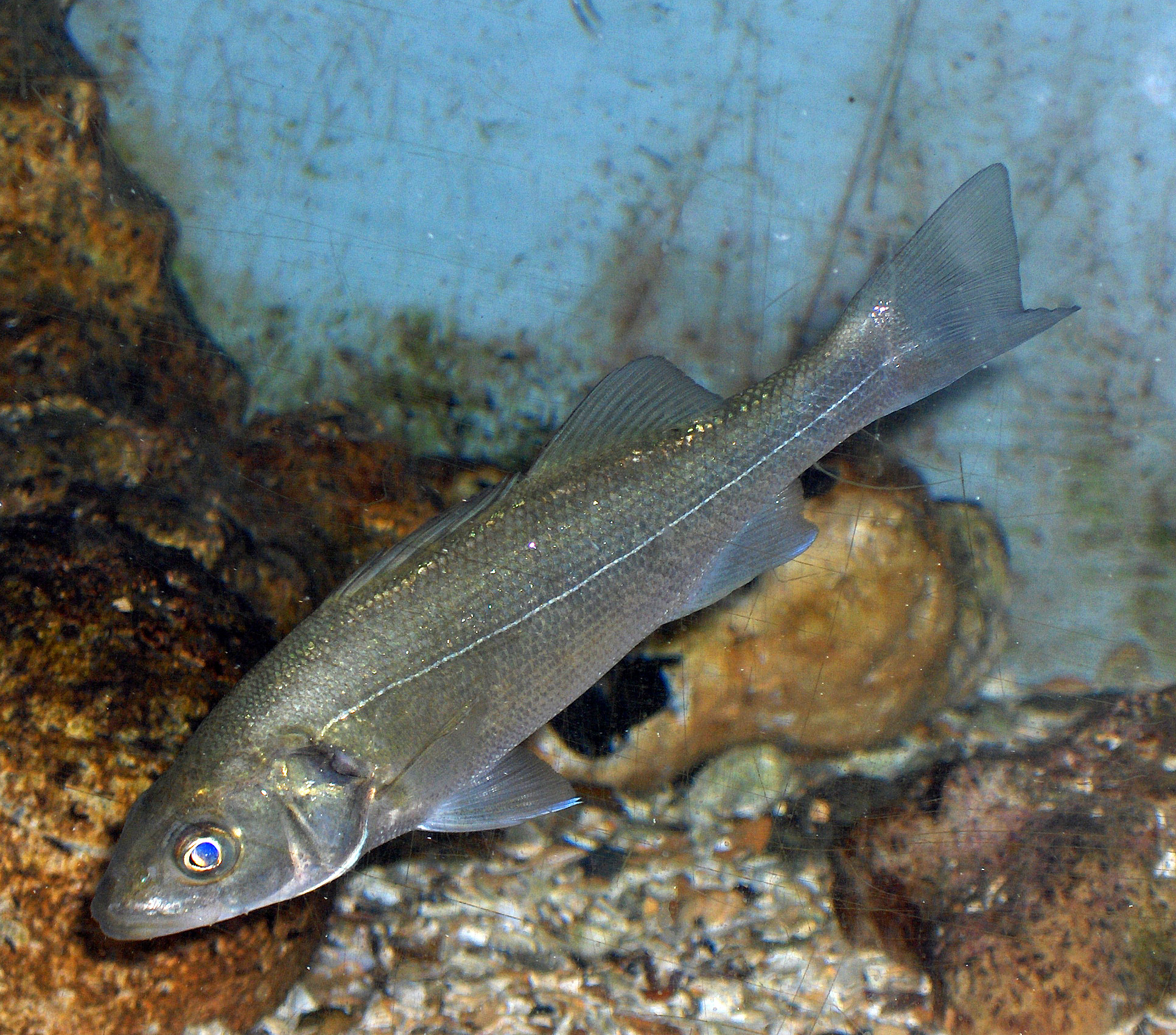
Llobarro (Dicentrarchus labrax)

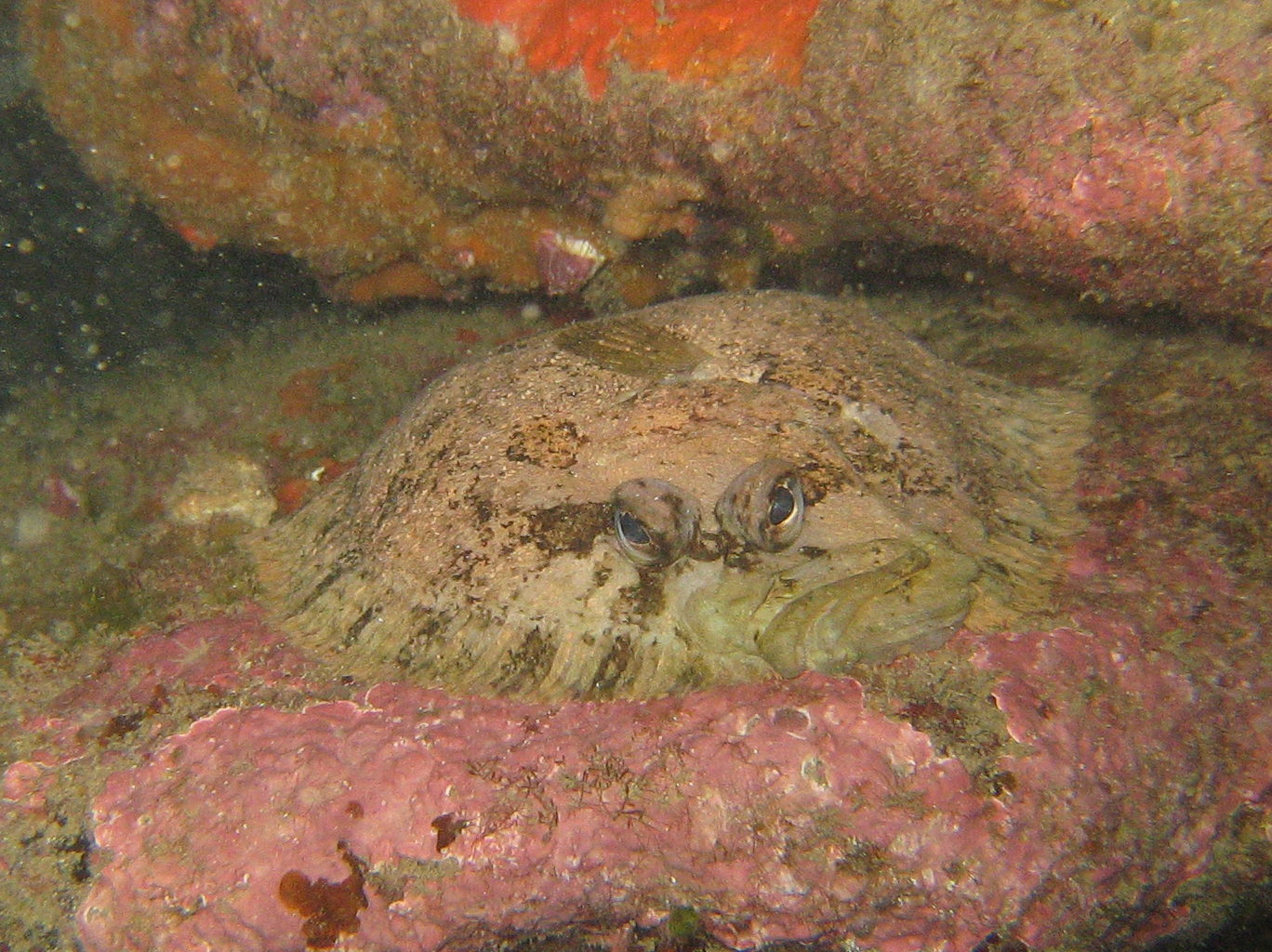
Rèmol de roca (Zeugopterus punctatus)

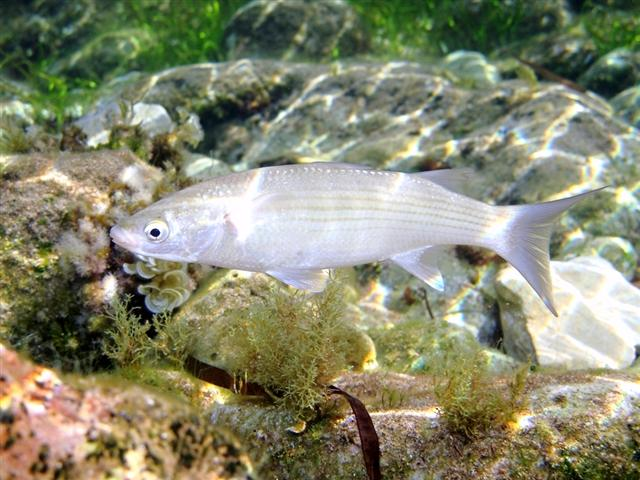
Llissa vera (Chelon labrosus)

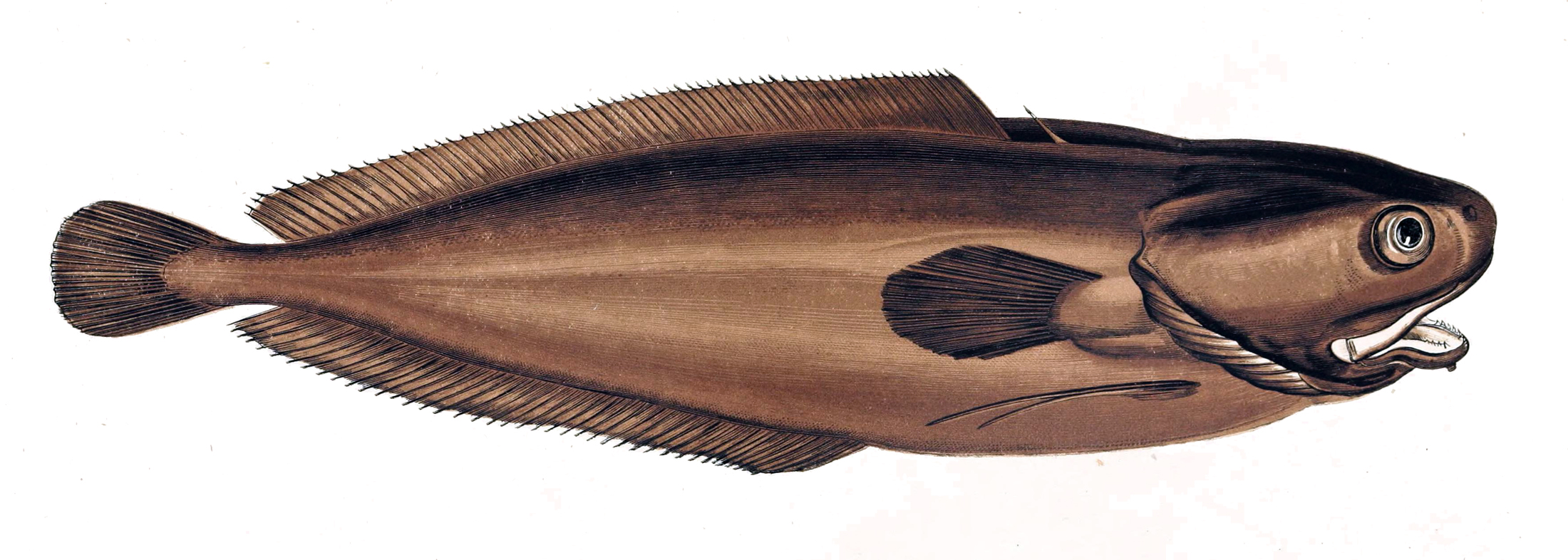
Raniceps raninus (il·lustració del 1877)

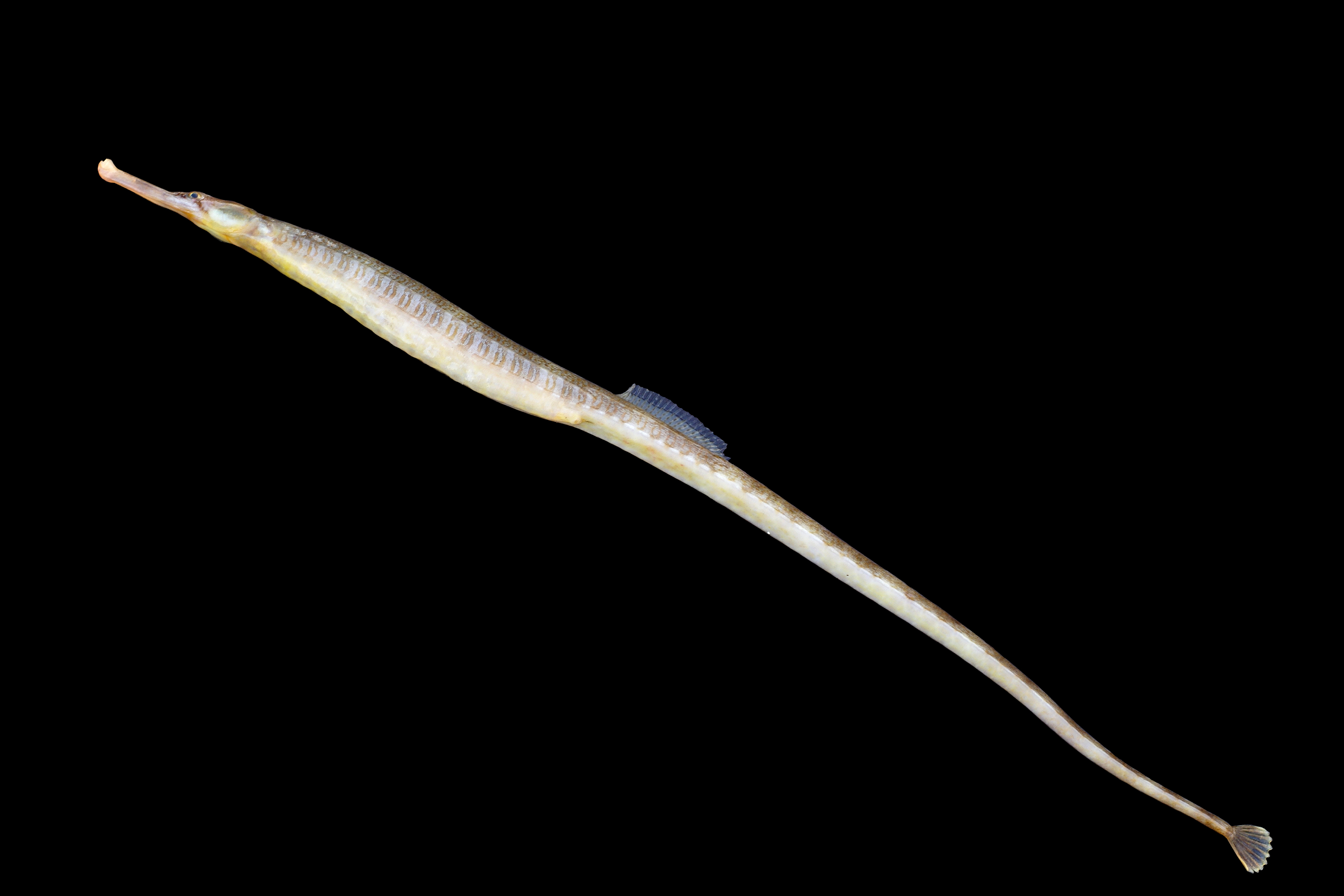
Agulleta (Syngnathus acus)

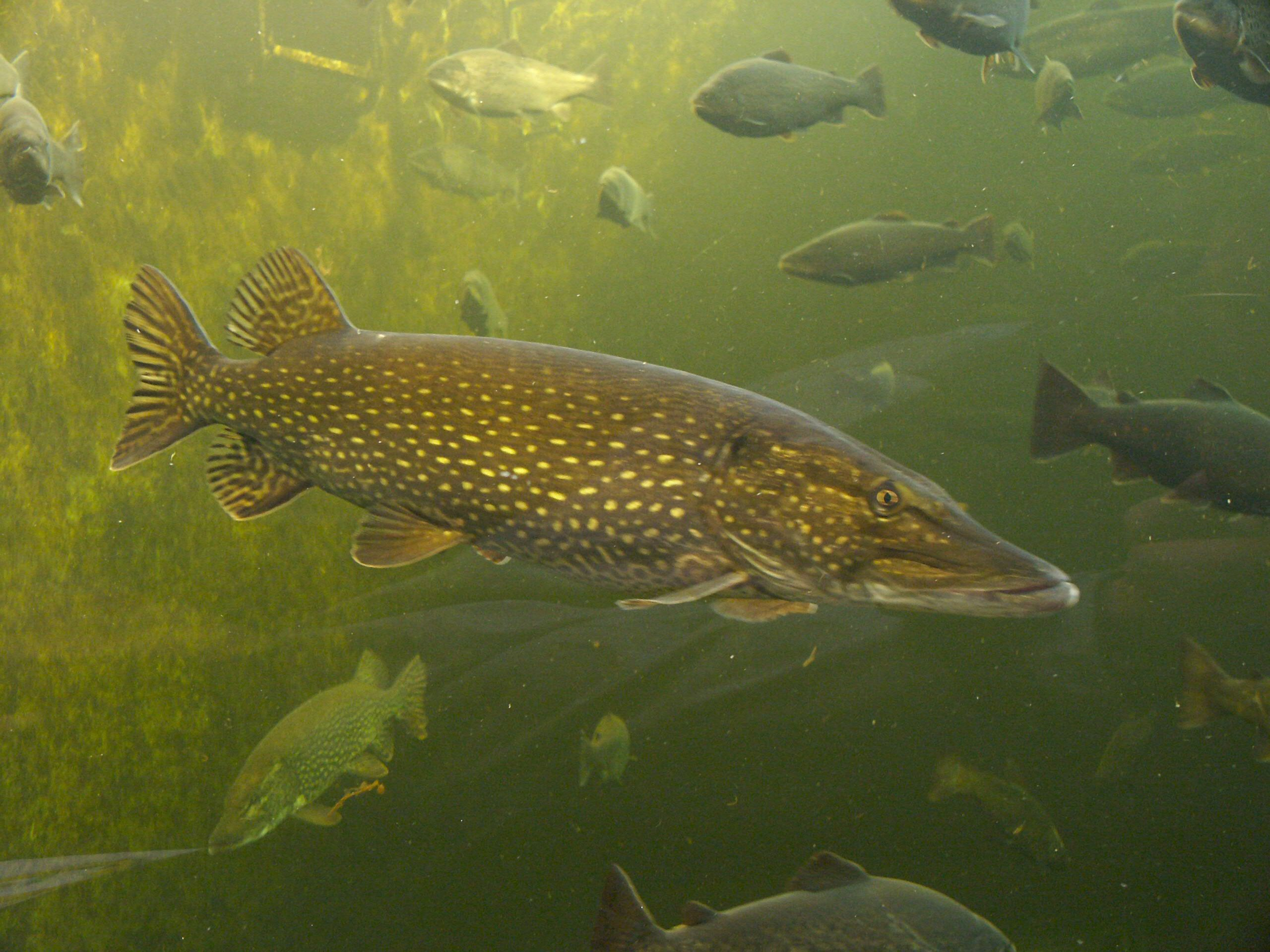
Lluç de riu (Esox lucius)

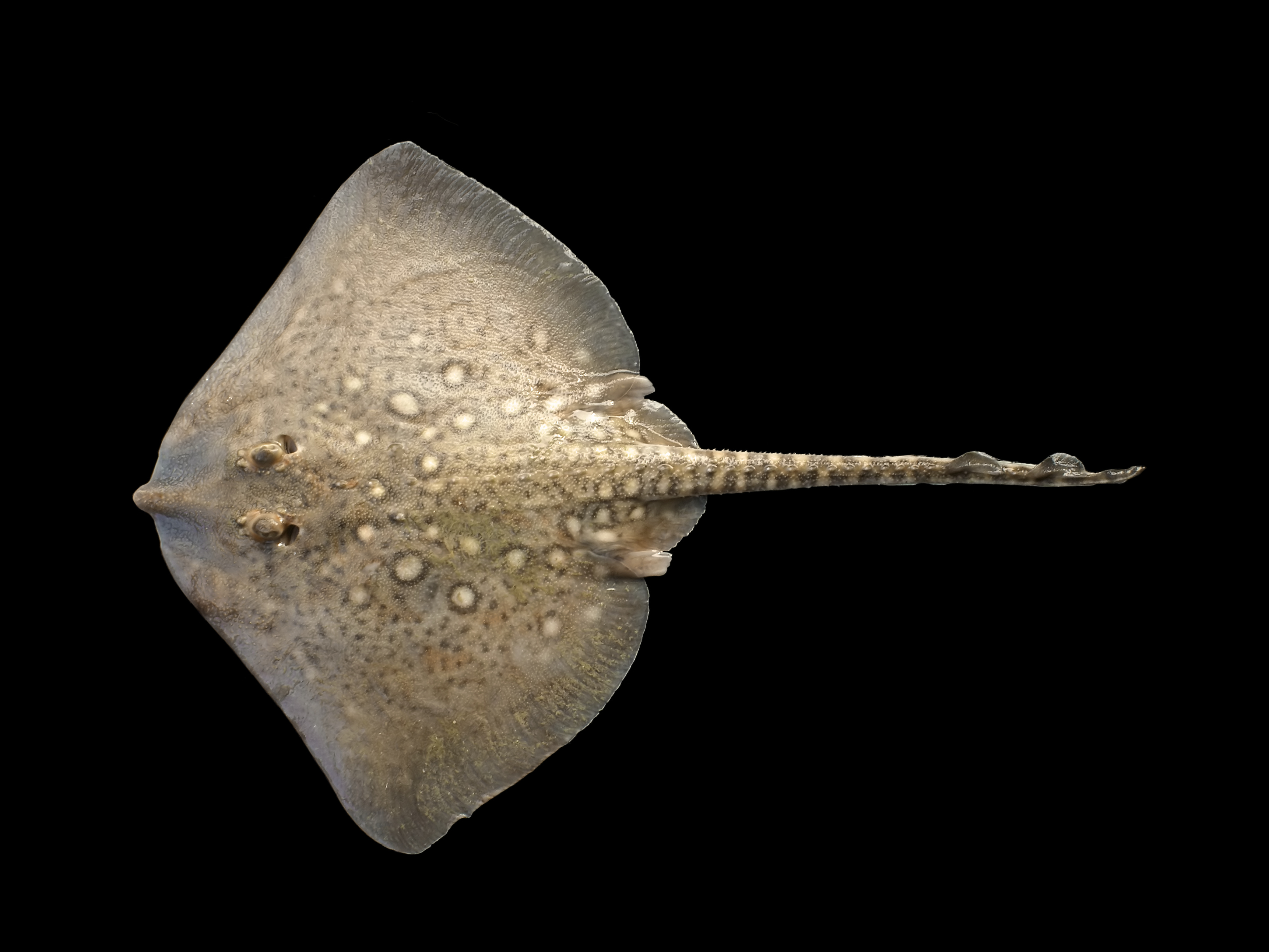
Clavellada (Raja clavata)

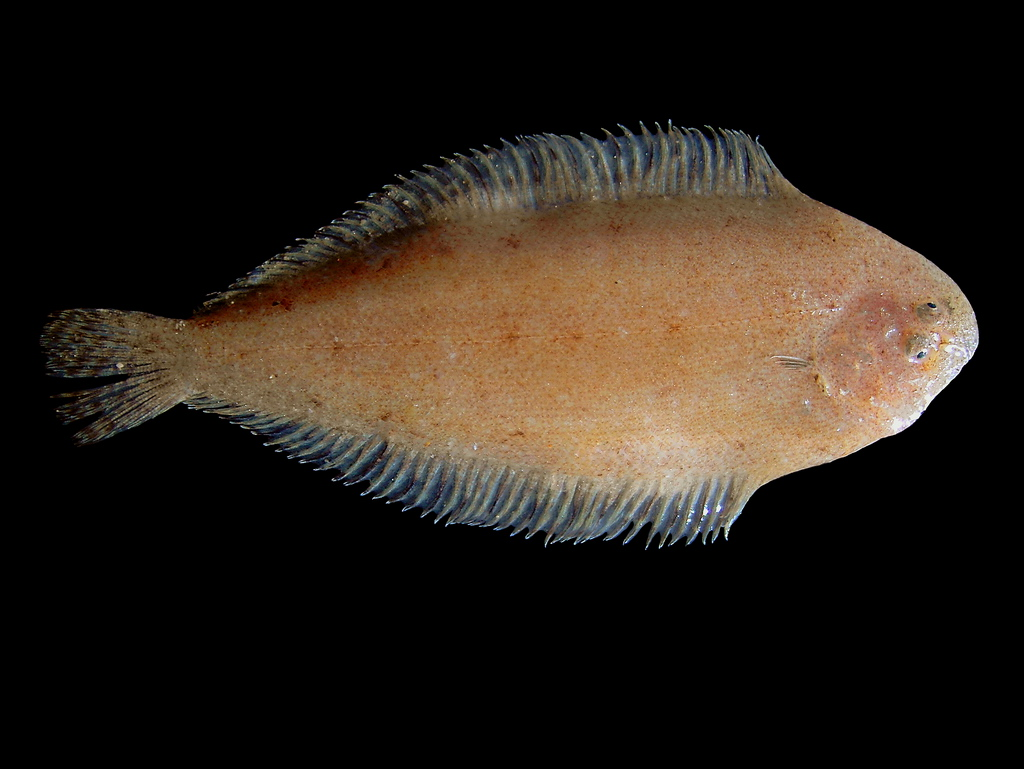
Palaí xic (Buglossidium luteum)

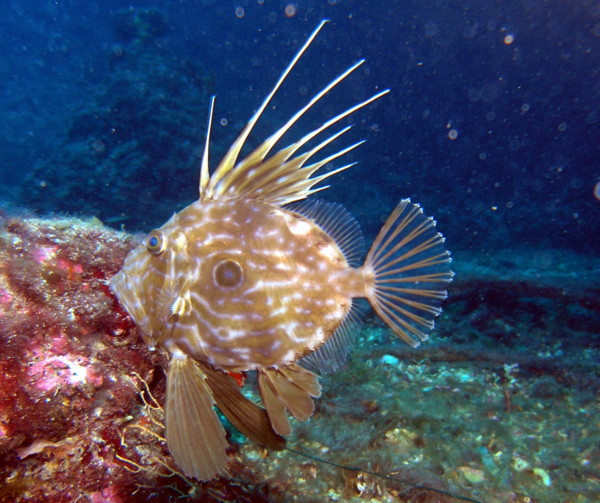
Gall de Sant Pere (Zeus faber)

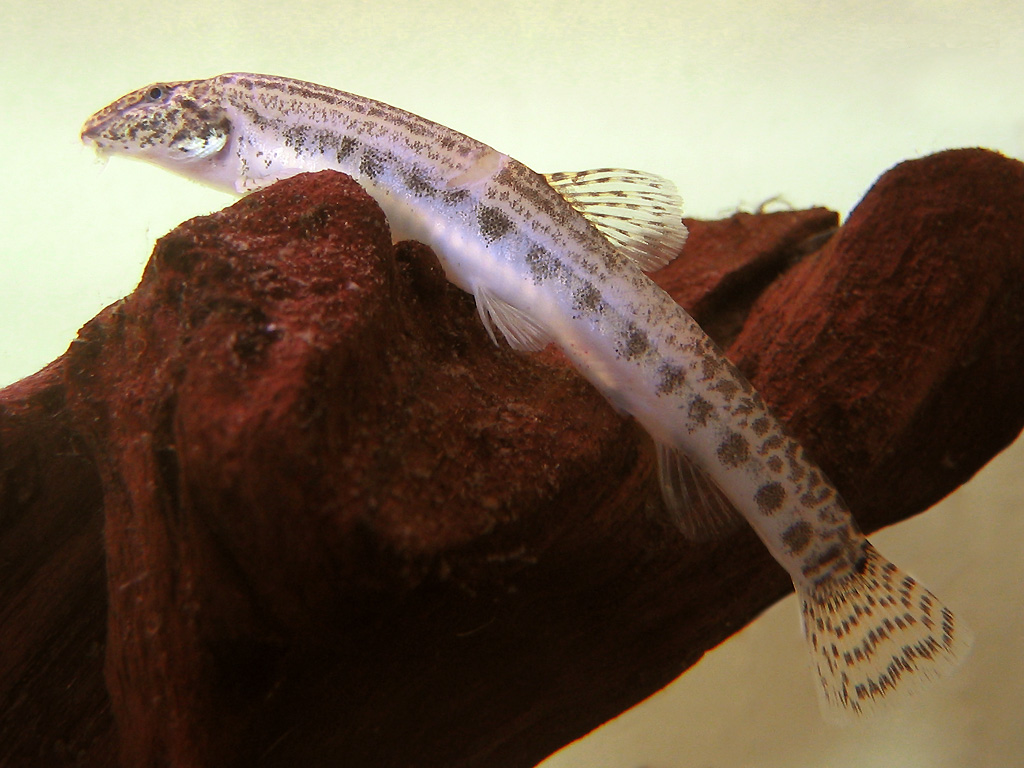
Gatet (Cobitis taenia)

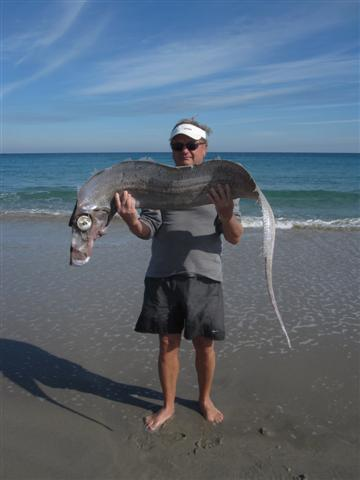
Trachipterus arcticus

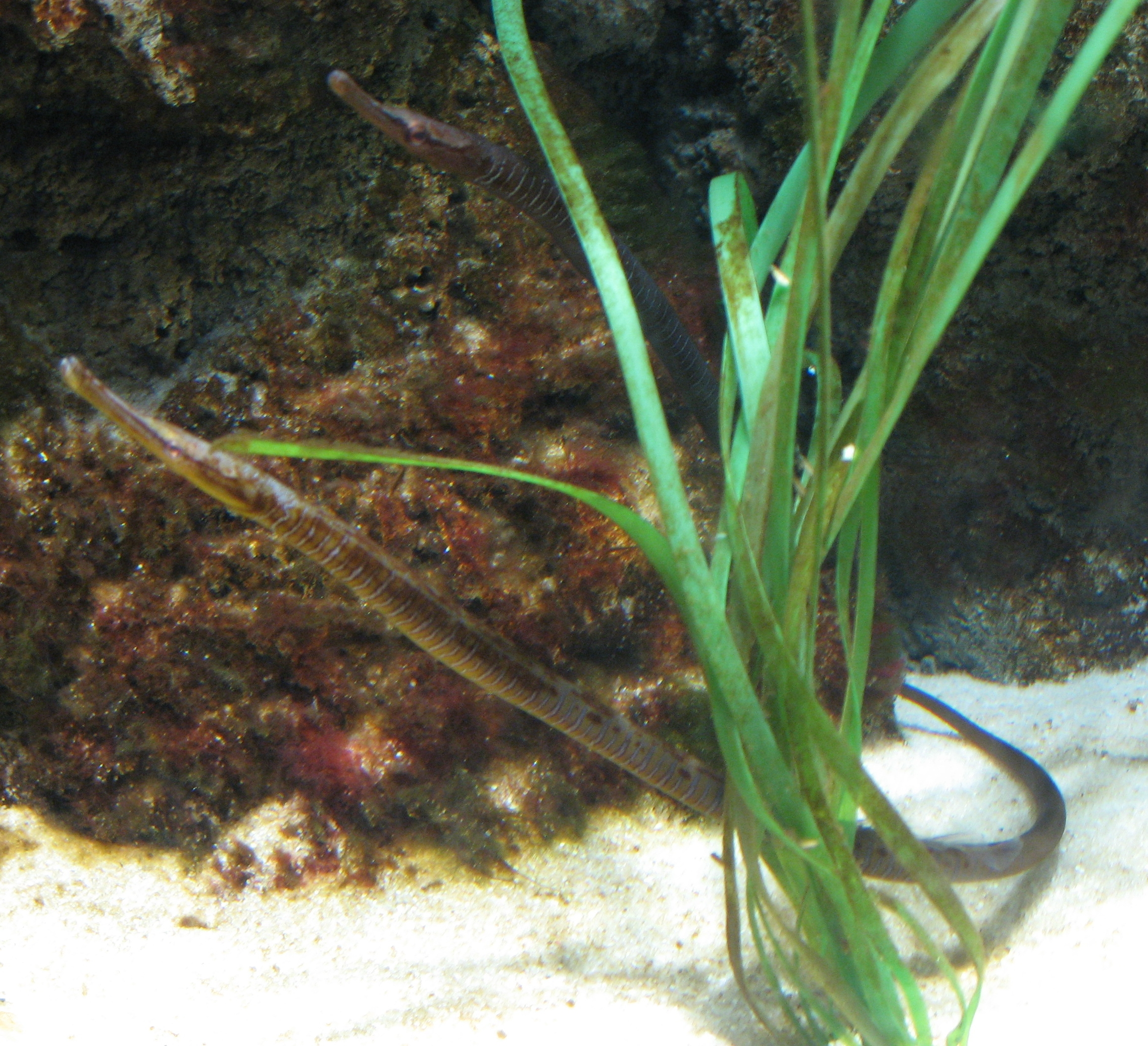
Entelurus aequoreus

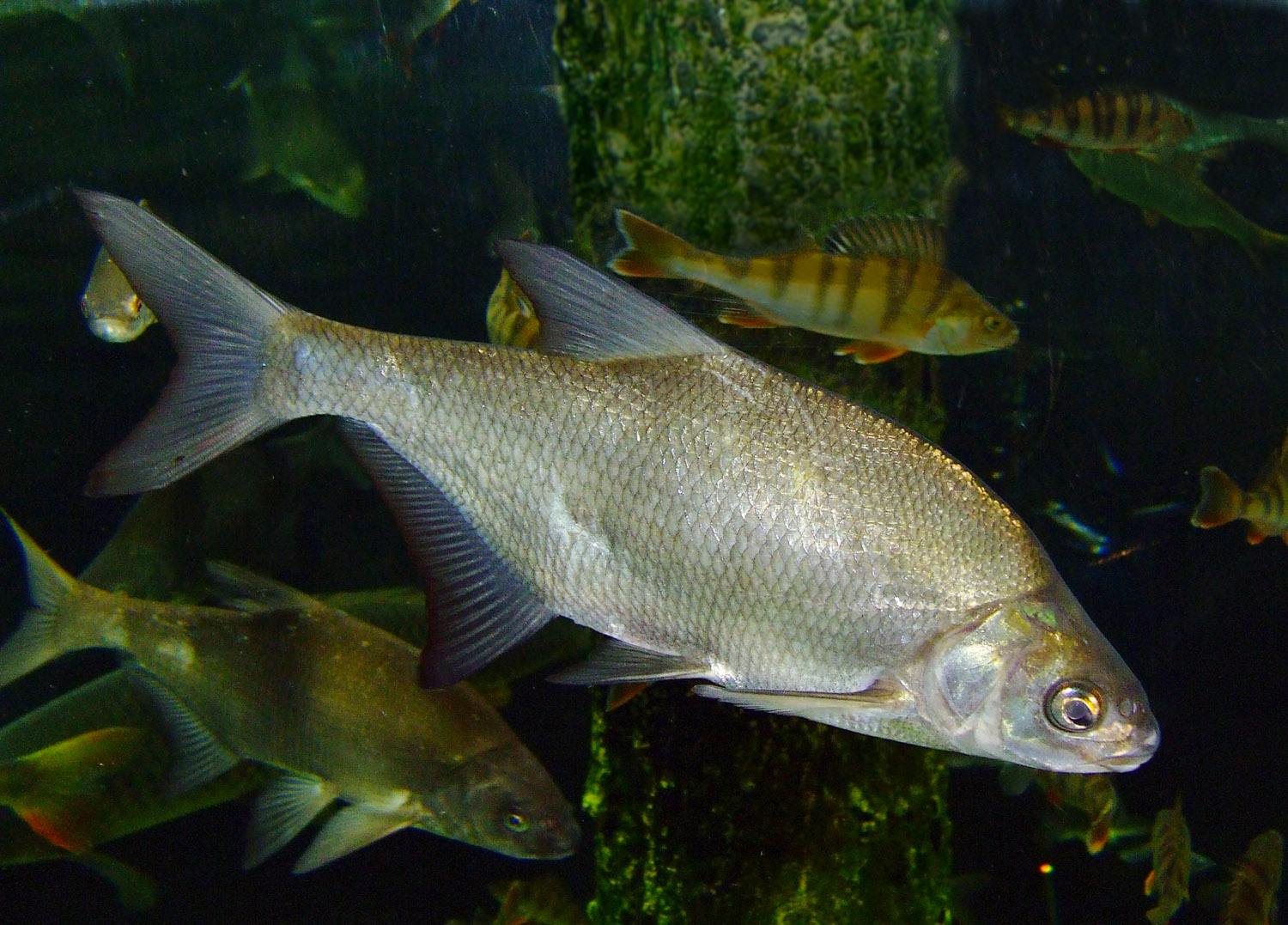
Brema (Abramis brama)

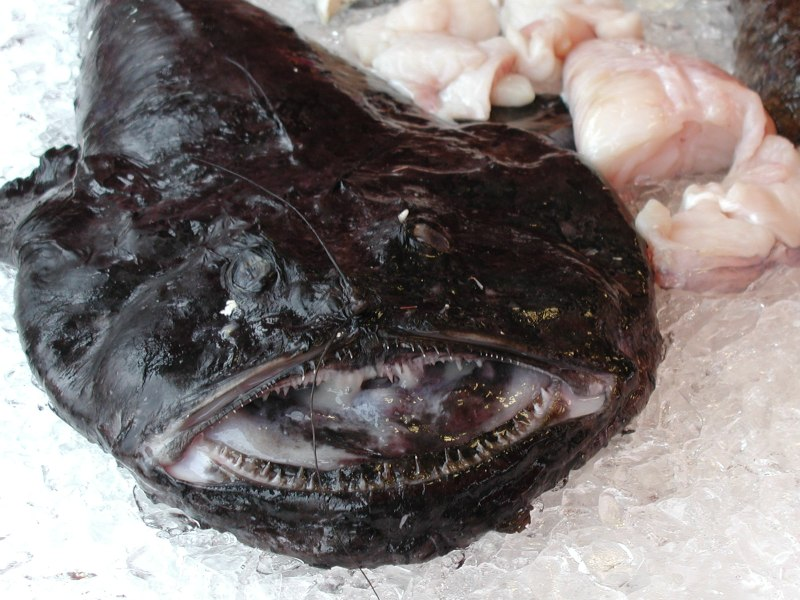
Rap (Lophius piscatorius)

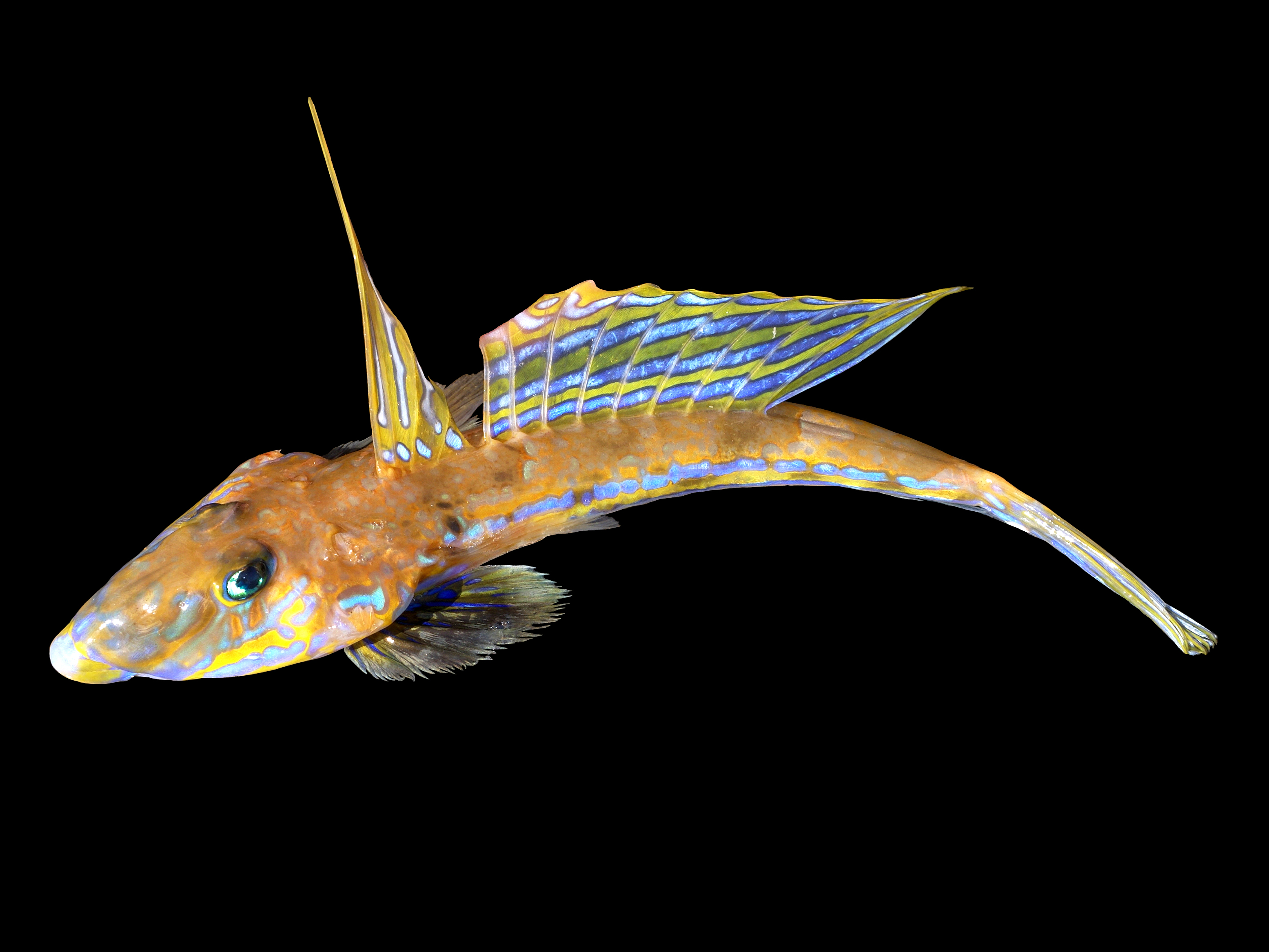
Dragó lira (Callionymus lyra)

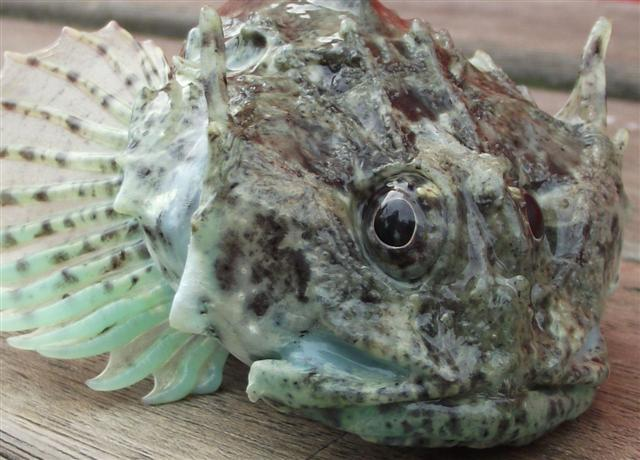
Escorpí de mar d'espines llargues (Taurulus bubalis)

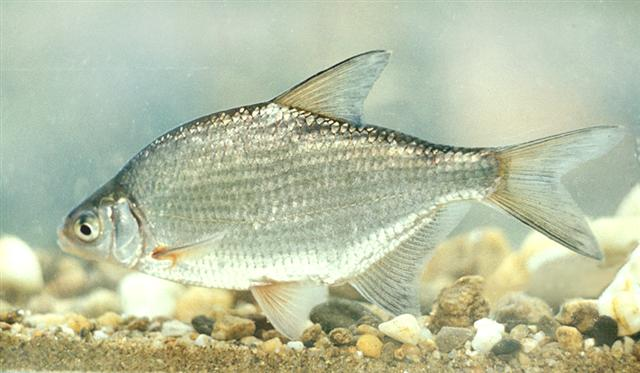
Blicca bjoerkna

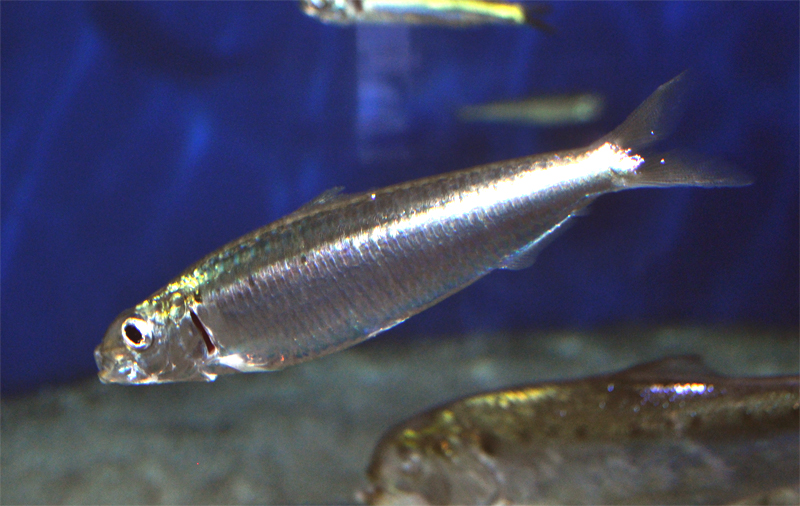
Sardina (Sardina pilchardus)

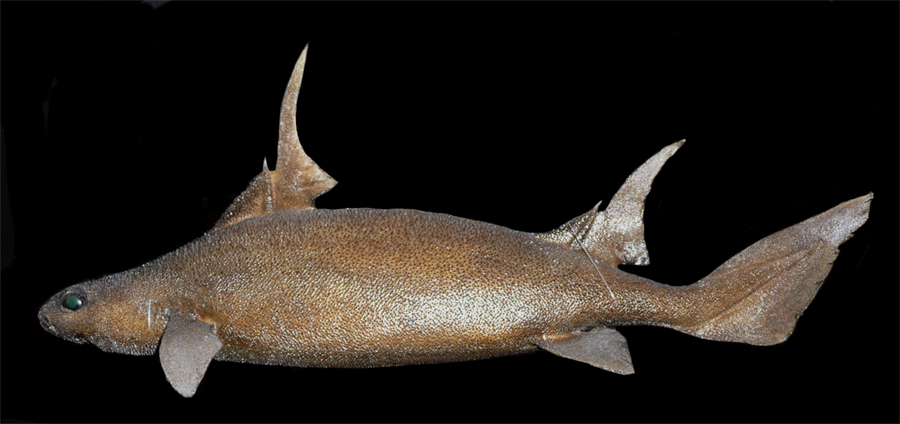
Oxynotus paradoxus

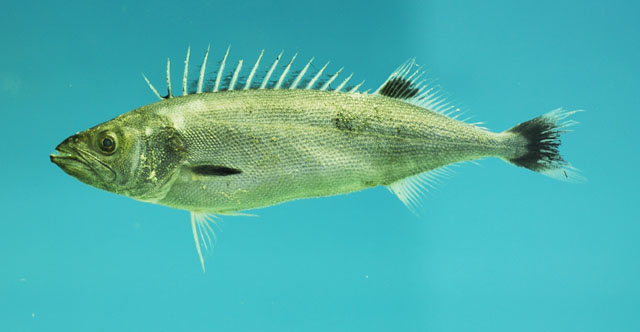
Ruvet (Ruvettus pretiosus)

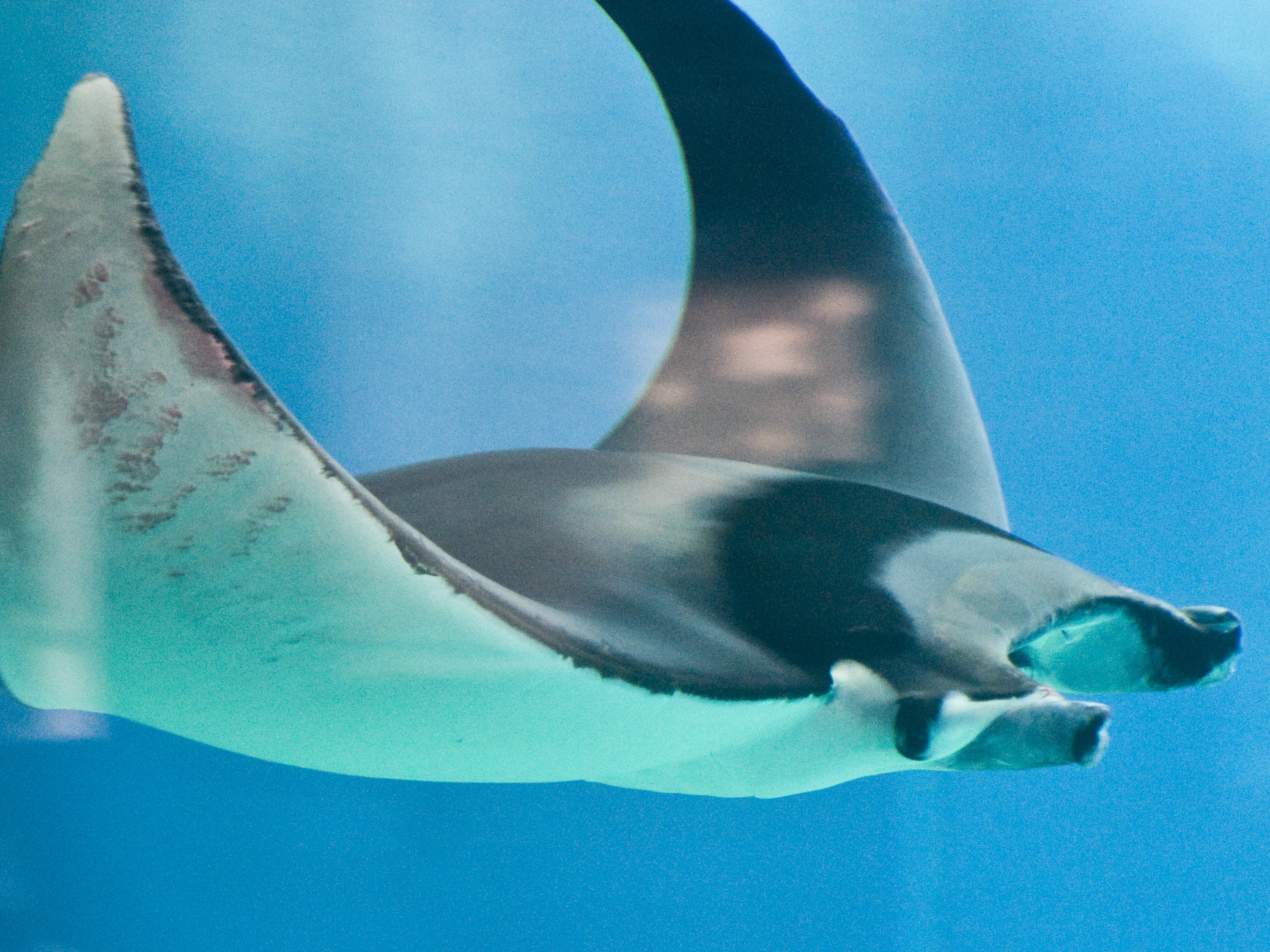
Manta (peix) (Mobula mobular)

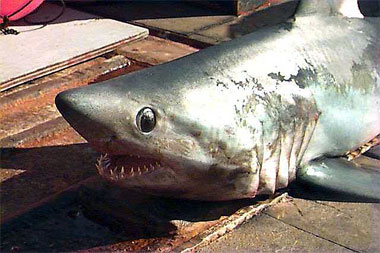
Marraix (Lamna nasus)

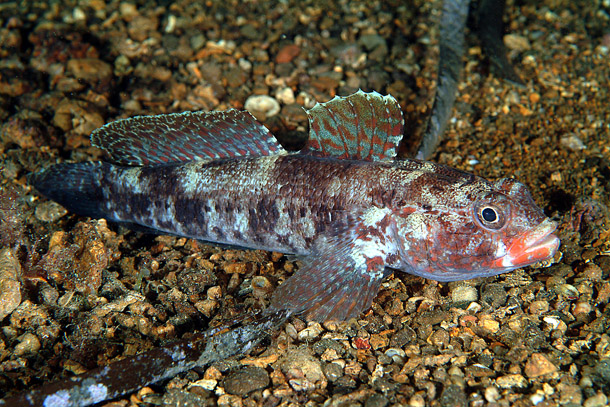
Cabot anglès (Gobius cruentatus)

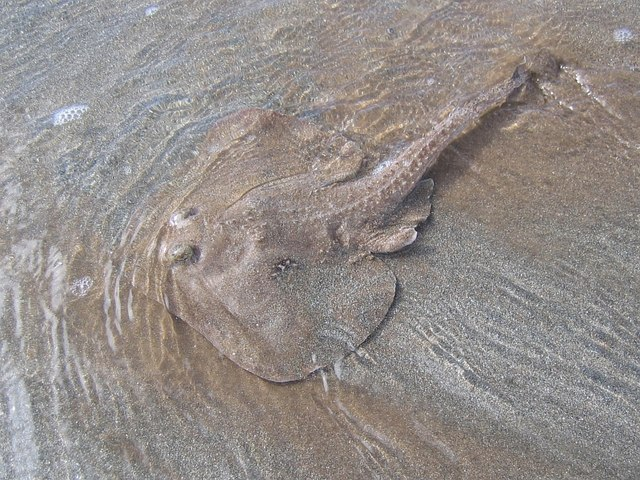
Rajada vestida (Leucoraja naevus)

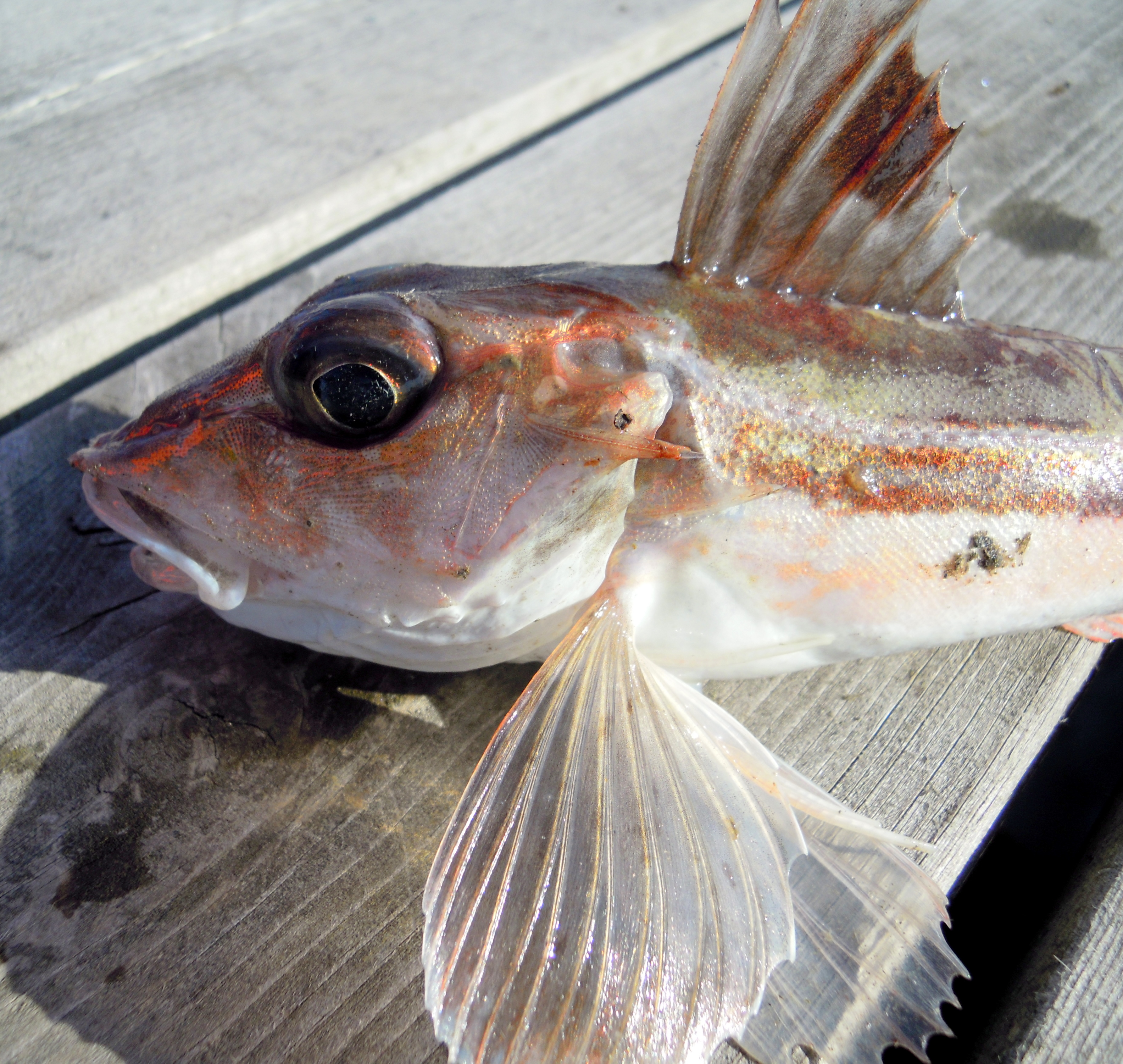
Lluerna verda (Eutrigla gurnardus)

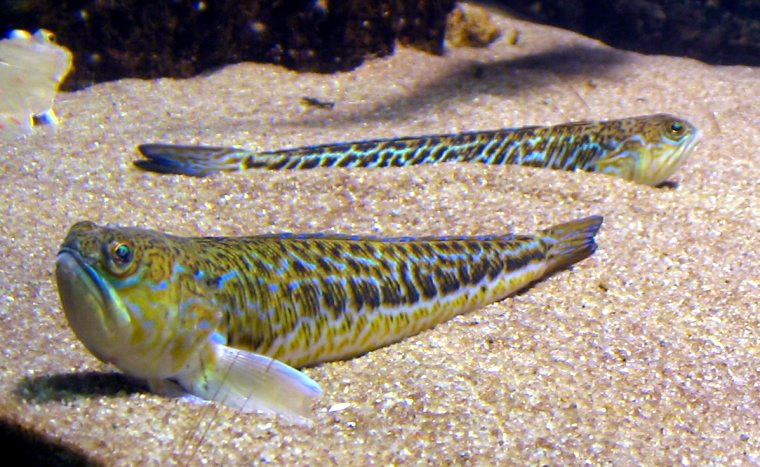
Aranya blanca (Trachinus draco)

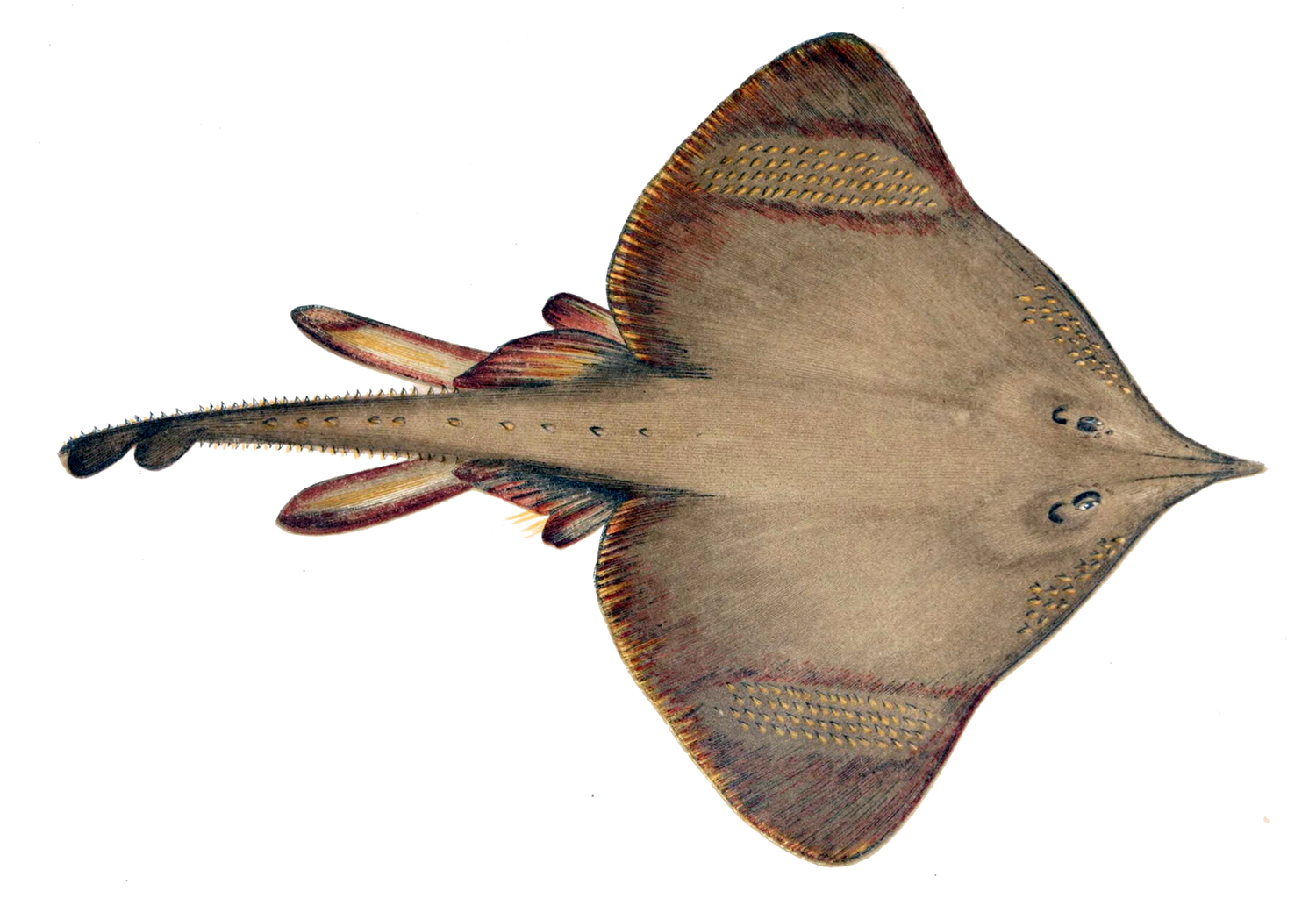
Caputxó (Dipturus oxyrinchus)

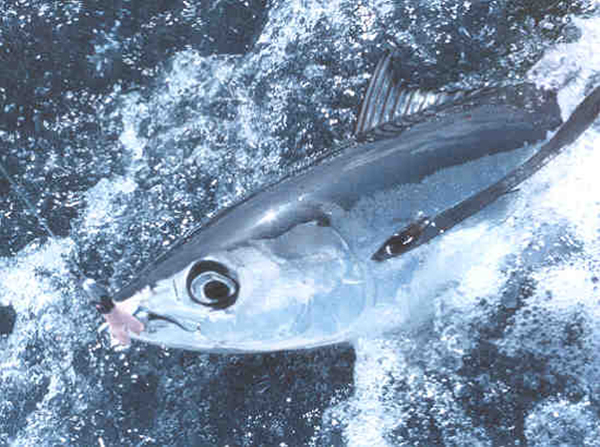
Tonyina blanca (Thunnus alalunga)

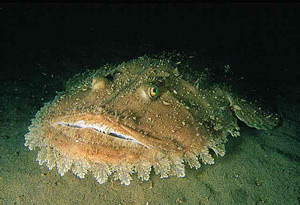
Rap vermell (Lophius budegassa)

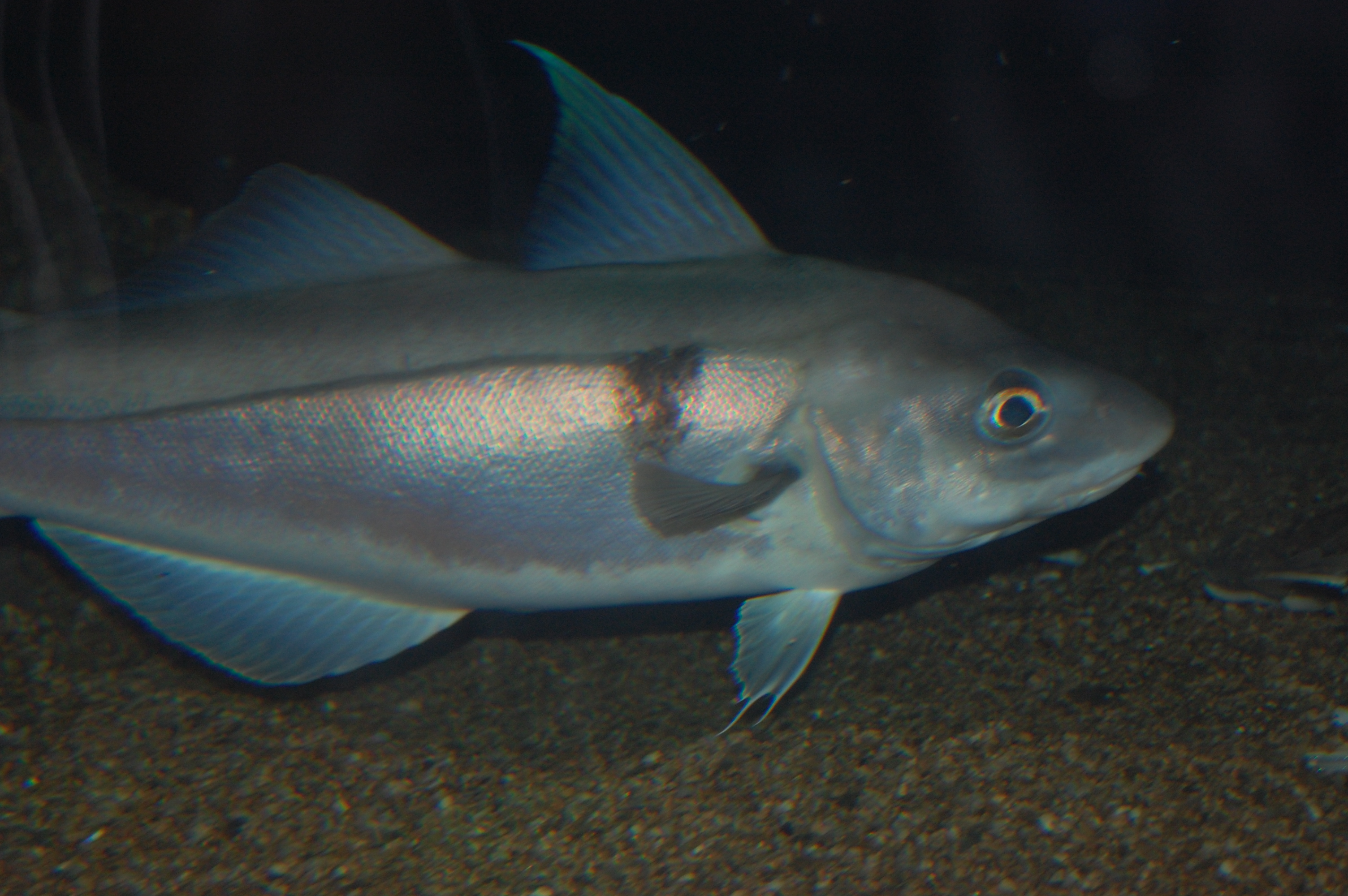
Eglefí (Melanogrammus aeglefinus)

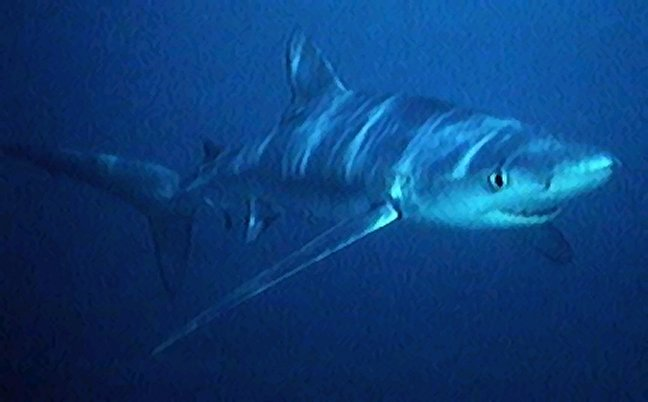
Tintorera (Prionace glauca)

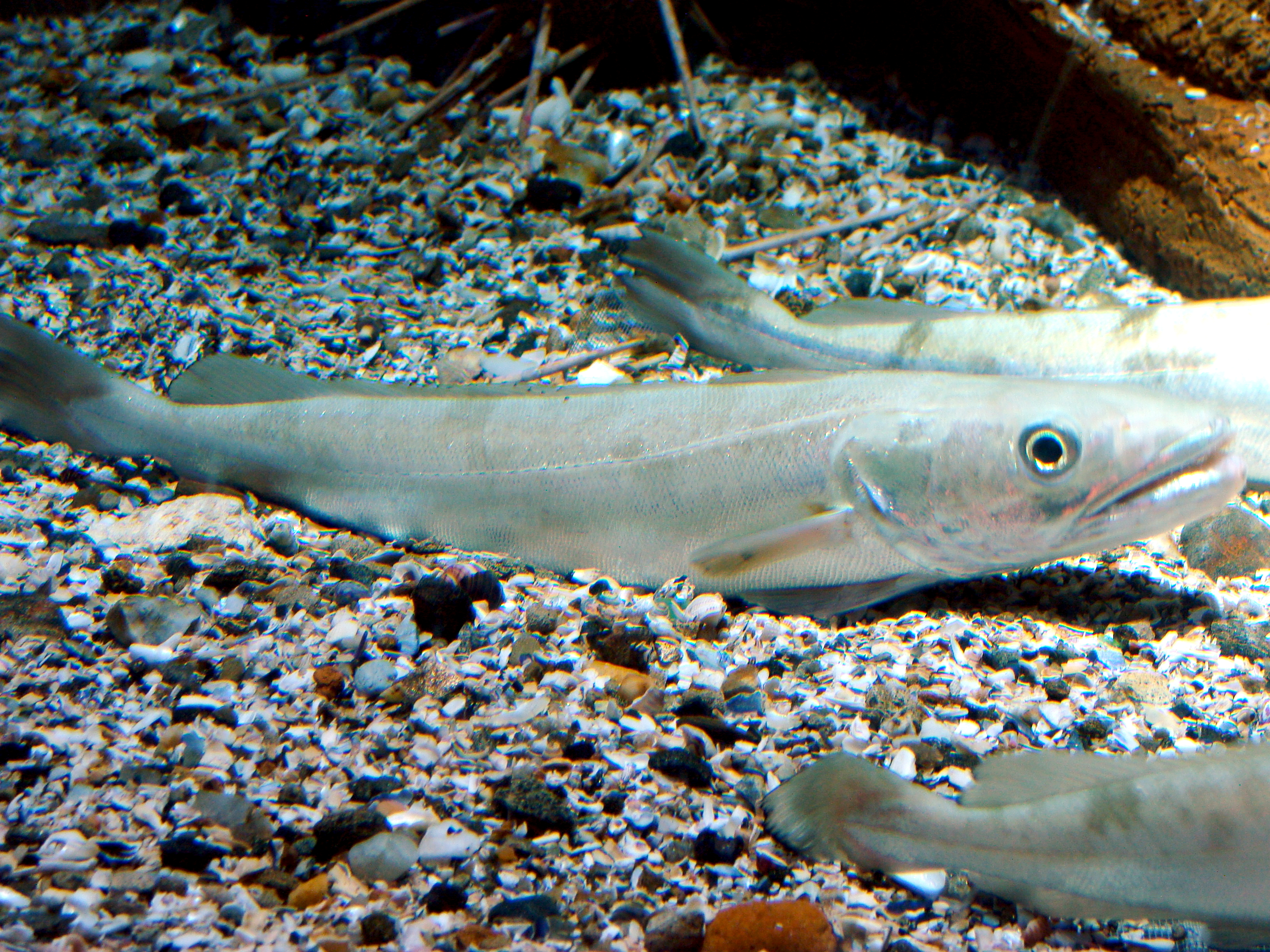
Lluç europeu (Merluccius merluccius)

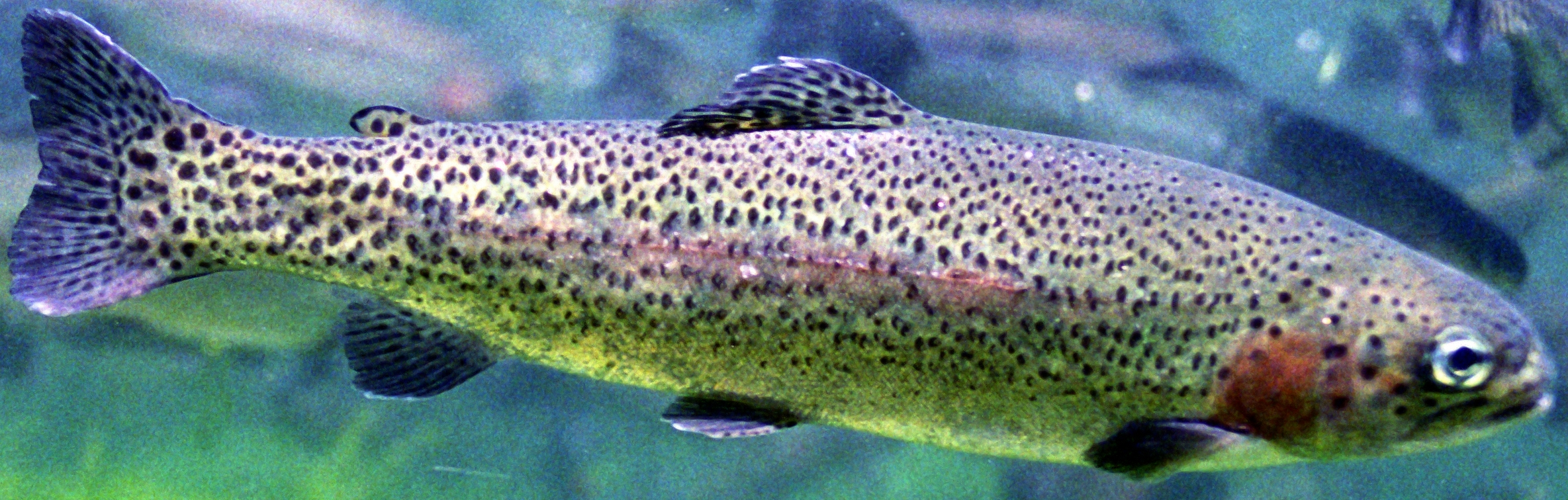
Truita arc de Sant Martí (Oncorhynchus mykiss)

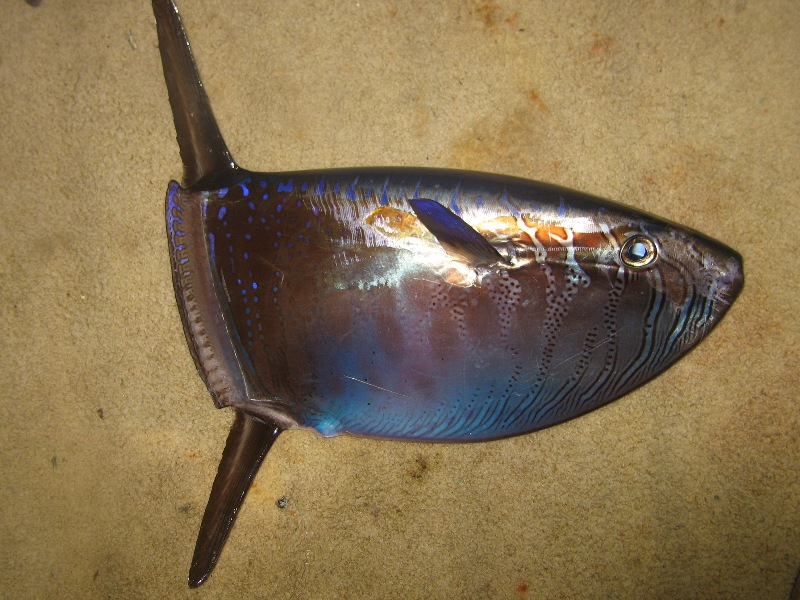
Ranzania laevis

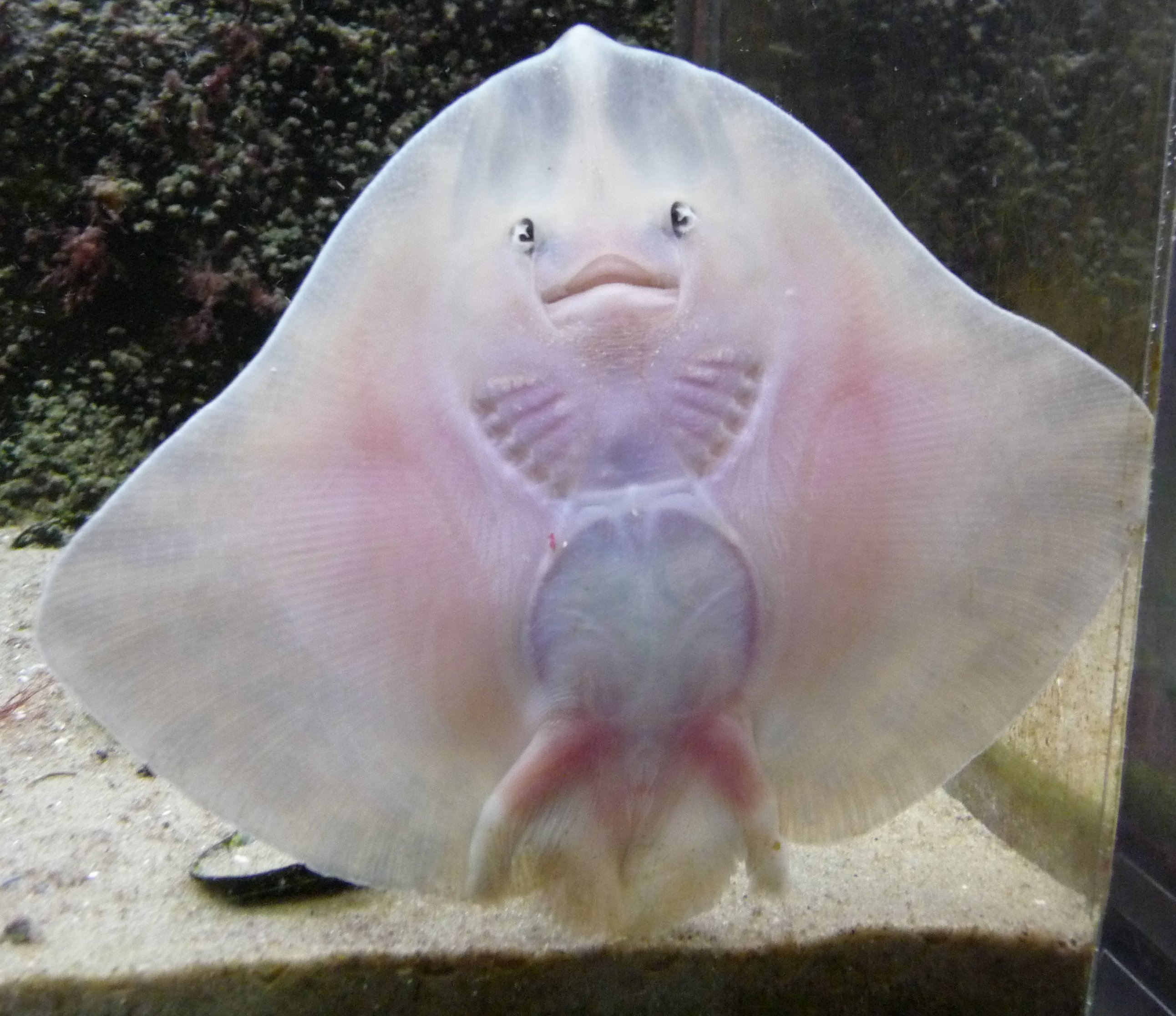
Amblyraja radiata

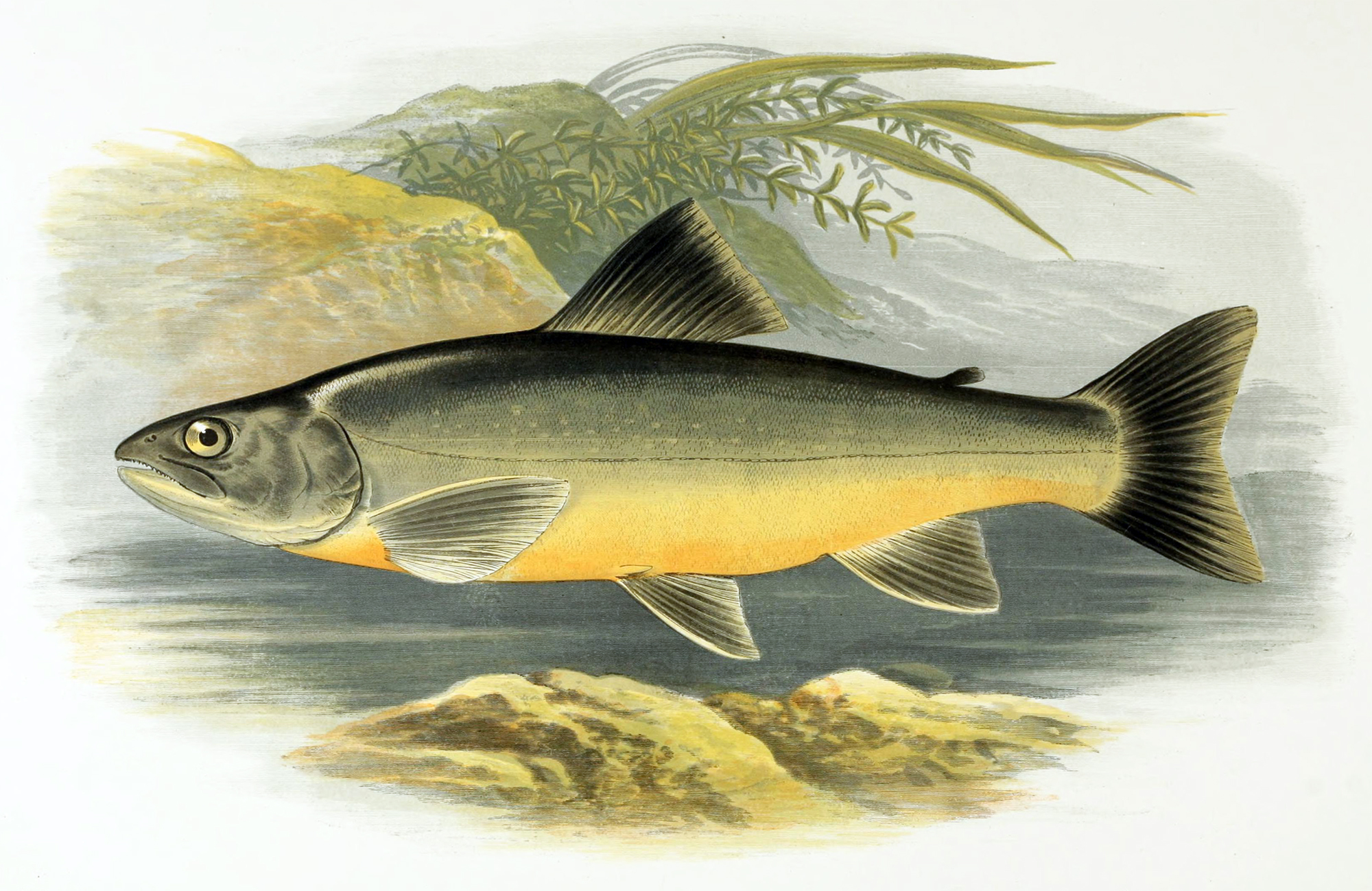
Salvelinus killinensis (il·lustració del 1879)

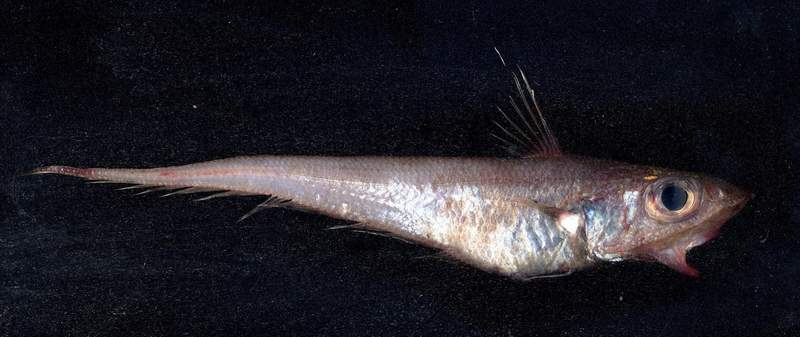
Coelorinchus caelorhincus

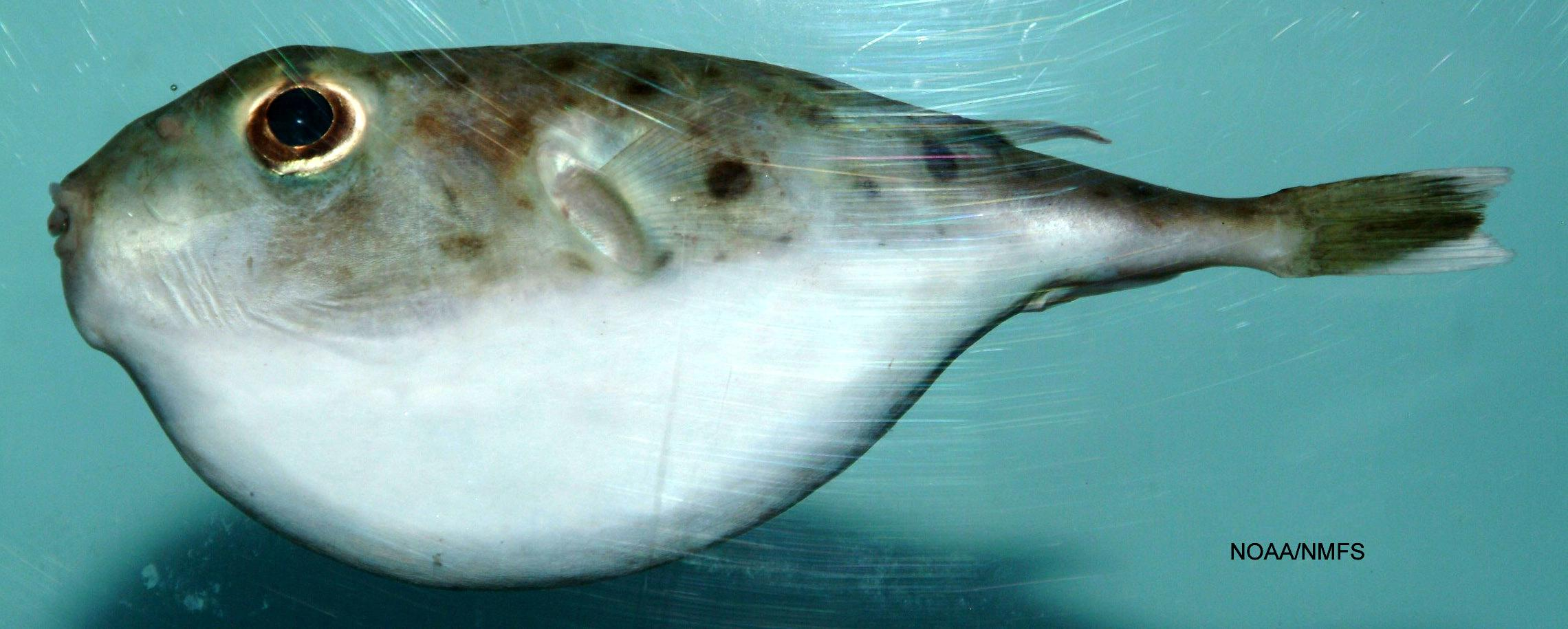
Sphoeroides pachygaster

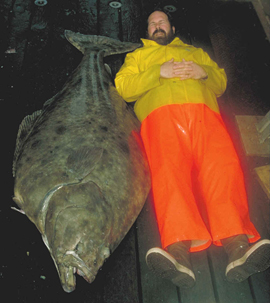
Halibut de l'Atlàntic (Hippoglossus hippoglossus)

Aquesta llista de peixos del Regne Unit inclou 423 espècies de peixos que es poden trobar actualment al Regne Unit ordenades per l'ordre alfabètic de llur nom científic.

## A
- Abramis brama
- Acantholabrus palloni
- Acipenser sturio
- Agonus cataphractus
- Alburnus alburnus
- Alepisaurus ferox
- Alepocephalus agassizii
- Alepocephalus bairdii
- Alepocephalus rostratus
- Alopias vulpinus
- Alosa alosa[1]
- Alosa fallax[1]
- Ambloplites rupestris
- Amblyraja hyperborea
- Amblyraja radiata
- Ameiurus melas
- Ameiurus nebulosus
- Ammodytes marinus[2]
- Ammodytes tobianus
- Anarhichas denticulatus
- Anarhichas lupus
- Anguilla anguilla[3]
- Anoplogaster cornuta
- Aphanopus carbo
- Aphia minuta
- Apletodon dentatus
- Arctozenus risso
- Argentina silus
- Argentina sphyraena
- Argyropelecus hemigymnus
- Argyropelecus olfersii
- Argyrosomus regius
- Arnoglossus imperialis
- Arnoglossus laterna
- Arnoglossus thori
- Artediellus atlanticus
- Atherina boyeri[4]
- Atherina presbyter
- Auxis rochei
- Auxis thazard
- Avocettina infans

## B
- Balistes capriscus
- Barbatula barbatula
- Barbus barbus[5][6]
- Bathylagus euryops
- Bathyraja spinicauda
- Bathysaurus ferox
- Bathysolea profundicola
- Belone belone
- Belone svetovidovi
- Beryx decadactylus
- Blennius ocellaris
- Blicca bjoerkna
- Boops boops
- Brama brama
- Brosme brosme
- Buenia jeffreysii
- Buglossidium luteum

## C
- Callanthias ruber
- Callionymus lyra
- Callionymus maculatus
- Callionymus reticulatus
- Campogramma glaycos
- Capros aper
- Carassius auratus
- Carassius carassius
- Cataetyx laticeps
- Centrolabrus exoletus
- Centrolophus niger
- Centrophorus squamosus
- Centroscyllium fabricii
- Centroscymnus coelolepis
- Centroscymnus crepidater
- Cepola macrophthalma
- Ceratias holboelli
- Cetorhinus maximus[7][8]
- Cheilopogon heterurus
- Chelidonichthys cuculus[9]
- Chelidonichthys lucerna
- Chelidonichthys obscurus
- Chelon labrosus
- Chimaera monstrosa
- Chimaera opalescens
- Chirolophis ascanii
- Chlamydoselachus anguineus
- Ciliata mustela
- Ciliata septentrionalis
- Clupea harengus
- Cobitis taenia
- Coelorinchus caelorhincus
- Conger conger
- Coregonus albula
- Coregonus autumnalis
- Coregonus clupeoides
- Coregonus lavaretus[10]
- Coregonus pennantii
- Coregonus pollan[11]
- Coregonus stigmaticus
- Coregonus vandesius[12]
- Coris julis
- Coryphaenoides armatus
- Coryphaenoides guentheri
- Coryphaenoides rupestris[13]
- Coryphoblennius galerita
- Cottunculus microps
- Cottus gobio[14]
- Cottus perifretum
- Crystallogobius linearis
- Ctenolabrus rupestris[15]
- Ctenopharyngodon idella[16][17]
- Cubiceps gracilis
- Cyclopterus lumpus
- Cyprinus carpio[18][19]

## D
- Dactylopterus volitans
- Dalatias licha
- Dasyatis pastinaca
- Deania calcea
- Dentex dentex
- Dentex maroccanus
- Diaphus metopoclampus
- Diaphus rafinesquii
- Dicentrarchus labrax[20][21]
- Diplecogaster bimaculata
- Dipturus batis
- Dipturus nidarosiensis
- Dipturus oxyrinchus
- Diretmus argenteus
- Dolichopteryx rostrata

## E
- Echiichthys vipera
- Echinorhinus brucus
- Echiodon drummondii
- Electrona risso
- Enchelyopus cimbrius
- Engraulis encrasicolus
- Entelurus aequoreus
- Epigonus telescopus
- Esox lucius
- Etmopterus princeps
- Etmopterus spinax
- Euthynnus alletteratus
- Eutrigla gurnardus

## G
- Gadiculus thori
- Gadus morhua[22]
- Gaidropsarus argentatus
- Gaidropsarus macrophthalmus
- Gaidropsarus mediterraneus
- Gaidropsarus vulgaris
- Galeorhinus galeus
- Galeus melastomus
- Gasterosteus aculeatus[23][24]
- Glyptocephalus cynoglossus
- Gobio gobio[25]
- Gobius cobitis
- Gobius couchi
- Gobius cruentatus
- Gobius gasteveni
- Gobius niger
- Gobius paganellus
- Gobiusculus flavescens
- Gymnammodytes semisquamatus
- Gymnocephalus cernua

## H
- Halargyreus johnsonii
- Harriotta raleighana
- Helicolenus dactylopterus
- Heptranchias perlo
- Hexanchus griseus
- Himantolophus groenlandicus
- Hippocampus guttulatus
- Hippocampus hippocampus
- Hippoglossoides platessoides
- Hippoglossus hippoglossus
- Hirundichthys rondeletii
- Hoplostethus mediterraneus
- Hyperoglyphe perciformis
- Hyperoplus immaculatus
- Hyperoplus lanceolatus

## I
- Icelus bicornis
- Ictalurus punctatus
- Istiophorus albicans
- Isurus oxyrinchus

## K
- Kajikia albida
- Katsuwonus pelamis

## L
- Labrus bergylta
- Labrus mixtus
- Lagocephalus lagocephalus
- Lamna nasus
- Lampanyctus crocodilus
- Lampanyctus intricarius
- Lampanyctus macdonaldi
- Lampanyctus pusillus
- Lampetra fluviatilis[26]
- Lampetra planeri
- Lampris guttatus
- Lebetus guilleti[27]
- Lebetus scorpioides
- Lepadogaster candolii
- Lepidion eques
- Lepidocybium flavobrunneum
- Lepidopus caudatus
- Lepidorhombus boscii
- Lepidorhombus whiffiagonis
- Lepomis gibbosus[28]
- Leptoclinus maculatus
- Lesueurigobius friesii
- Leucaspius delineatus
- Leuciscus idus
- Leuciscus leuciscus[29][30][31][32]
- Leucoraja circularis
- Leucoraja fullonica
- Leucoraja naevus
- Limanda limanda
- Liparis liparis
- Liparis montagui
- Lipophrys pholis[22]
- Liza aurata
- Liza ramada
- Lophius budegassa
- Lophius piscatorius[33]
- Lota lota
- Lumpenus lampretaeformis[34]
- Luvarus imperialis
- Lycenchelys sarsii
- Lycodes esmarkii

## M
- Macroramphosus scolopax
- Macrourus berglax
- Magnisudis atlantica
- Malacocephalus laevis
- Maurolicus muelleri
- Megalops atlanticus
- Melanogrammus aeglefinus
- Merlangius merlangus[35]
- Merluccius merluccius
- Micrenophrys lilljeborgii
- Microchirus azevia
- Microchirus theophila
- Microchirus variegatus
- Micromesistius poutassou[36]
- Microstomus kitt
- Misgurnus fossilis
- Mobula mobular
- Mola mola
- Molva dypterygia[37]
- Molva macrophthalma
- Molva molva
- Mora moro
- Mugil cephalus
- Mullus barbatus barbatus
- Mullus surmuletus
- Muraena helena
- Mustelus asterias
- Mustelus mustelus
- Myctophum punctatum
- Myliobatis aquila
- Myoxocephalus scorpius
- Myxine glutinosa

## N
- Narcetes stomias
- Naucrates ductor
- Nemichthys scolopaceus
- Nerophis lumbriciformis
- Nerophis ophidion
- Nesiarchus nasutus
- Nezumia aequalis
- Normichthys operosus
- Notacanthus bonaparte
- Notacanthus chemnitzii
- Notolychnus valdiviae

## O
- Oncorhynchus gorbuscha
- Oncorhynchus mykiss[38]
- Ophidion barbatum
- Orcynopsis unicolor
- Oreochromis niloticus
- Osmerus eperlanus
- Oxynotus centrina
- Oxynotus paradoxus

## P
- Pagellus acarne
- Pagellus bogaraveo
- Pagellus erythrinus
- Pagrus pagrus
- Parablennius gattorugine
- Paralepis coregonoides
- Pegusa lascaris
- Perca fluviatilis[39][40]
- Peristedion cataphractum
- Petromyzon marinus
- Pholis gunnellus
- Phoxinus phoxinus
- Phrynorhombus norvegicus
- Phycis blennoides
- Pimephales promelas
- Platichthys flesus
- Pleuronectes platessa[41][42][43][44]
- Poecilia reticulata
- Pollachius pollachius
- Pollachius virens[45]
- Polyprion americanus
- Pomatoschistus lozanoi
- Pomatoschistus microps
- Pomatoschistus minutus
- Pomatoschistus norvegicus[46]
- Pomatoschistus pictus
- Poromitra nigriceps
- Prionace glauca
- Pseudorasbora parva
- Pseudotriakis microdon
- Pteroplatytrygon violacea
- Pterycombus brama
- Pungitius laevis
- Pungitius pungitius

## R
- Raja brachyura
- Raja clavata[47]
- Raja microocellata
- Raja montagui
- Raja undulata
- Rajella fyllae
- Raniceps raninus
- Ranzania laevis
- Regalecus glesne
- Reinhardtius hippoglossoides
- Remora remora
- Rhinochimaera atlantica
- Rhodeus amarus
- Rhodeus sericeus
- Rostroraja alba
- Rouleina attrita
- Rouleina maderensis
- Rutilus rutilus[29][48][49]
- Ruvettus pretiosus

## S
- Sagamichthys schnakenbecki
- Salmo ferox
- Salmo nigripinnis
- Salmo salar[50][38][51][52][53]
- Salmo stomachicus
- Salmo trutta[50][38][54][55][56][57]
- Salvelinus alpinus alpinus
- Salvelinus fontinalis[38]
- Salvelinus gracillimus
- Salvelinus inframundus
- Salvelinus killinensis
- Salvelinus lonsdalii
- Salvelinus mallochi
- Salvelinus maxillaris
- Salvelinus obtusus
- Salvelinus perisii
- Salvelinus struanensis
- Salvelinus willoughbii
- Salvelinus youngeri
- Sander lucioperca
- Sarda sarda
- Sardina pilchardus
- Sarpa salpa
- Scardinius erythrophthalmus
- Schedophilus medusophagus
- Scomber scombrus
- Scomberesox saurus
- Scopelosaurus lepidus
- Scophthalmus maximus
- Scophthalmus rhombus
- Scorpaena porcus
- Scorpaena scrofa
- Scyliorhinus canicula
- Scyliorhinus stellaris
- Scymnodon ringens
- Searsia koefoedi
- Sebastes norvegicus
- Sebastes viviparus
- Seriola dumerili
- Serranus cabrilla
- Silurus glanis
- Solea solea
- Somniosus microcephalus
- Sparus aurata
- Spectrunculus grandis
- Sphoeroides pachygaster
- Sphyrna zygaena
- Spinachia spinachia
- Spondyliosoma cantharus
- Sprattus sprattus[58][59]
- Squalius cephalus[31]
- Squalus acanthias
- Squatina squatina
- Sternoptyx diaphana
- Stomias boa ferox
- Symbolophorus veranyi
- Symphodus bailloni
- Symphodus melops[60]
- Syngnathus acus
- Syngnathus rostellatus
- Syngnathus typhle

## T
- Taractes asper
- Taractichthys longipinnis
- Taurulus bubalis
- Thorogobius ephippiatus
- Thunnus alalunga
- Thunnus albacares
- Thunnus thynnus
- Thymallus thymallus
- Tilapia zillii
- Tinca tinca
- Torpedo marmorata
- Torpedo nobiliana
- Trachinotus ovatus
- Trachinus draco
- Trachipterus arcticus
- Trachurus trachurus
- Trachyrincus scabrus
- Trachyscorpia cristulata echinata
- Trichiurus lepturus
- Trigla lyra
- Trigloporus lastoviza
- Triglops murrayi
- Tripterygion delaisi
- Trisopterus esmarkii[35][61]
- Trisopterus luscus
- Trisopterus minutus[35]

## U
- Umbrina cirrosa

## X
- Xenodermichthys copei
- Xiphias gladius

## Z
- Zameus squamulosus
- Zeugopterus punctatus
- Zeugopterus regius
- Zeus faber[62]
- Zoarces viviparus[63]